# Памятник Минину и Пожарскому
Па́мятник Ми́нину и Пожа́рскому — скульптурный монумент, посвящённый предводителям Второго народного ополчения 1612 года, а также окончанию Смутного времени и изгнанию польских интервентов из России. 
Скульптурный монумент является первым крупным скульптурным памятником в Москве. Был создан по проекту скульптора Ивана Мартоса в 1818 году. Памятник выполнен в стиле классицизма, что объясняется монументальностью форм и плавностью объёмов. Монумент состоит из бронзовой скульптурной группы и гранитного пьедестала с бронзовыми барельефами. Пьедестал украшен барельефами с двух сторон и надписью: «Гражданину Минину и Князю Пожарскому благодарная Россія. Лѣта 1818». Высота памятника (без террасы) составляет примерно 8,3 м, по другим данным — 8,7 м и 8,9 м.

## География
Изначально памятник был установлен на Красной площади перед Верхними торговыми рядами, позднее переименованными в ГУМ. В настоящее время стоит у Покровского собора, куда был перенесён в 1931 году в связи с реконструкцией Красной площади и строительством Мавзолея В. Ленина.

## История

### Проектирование

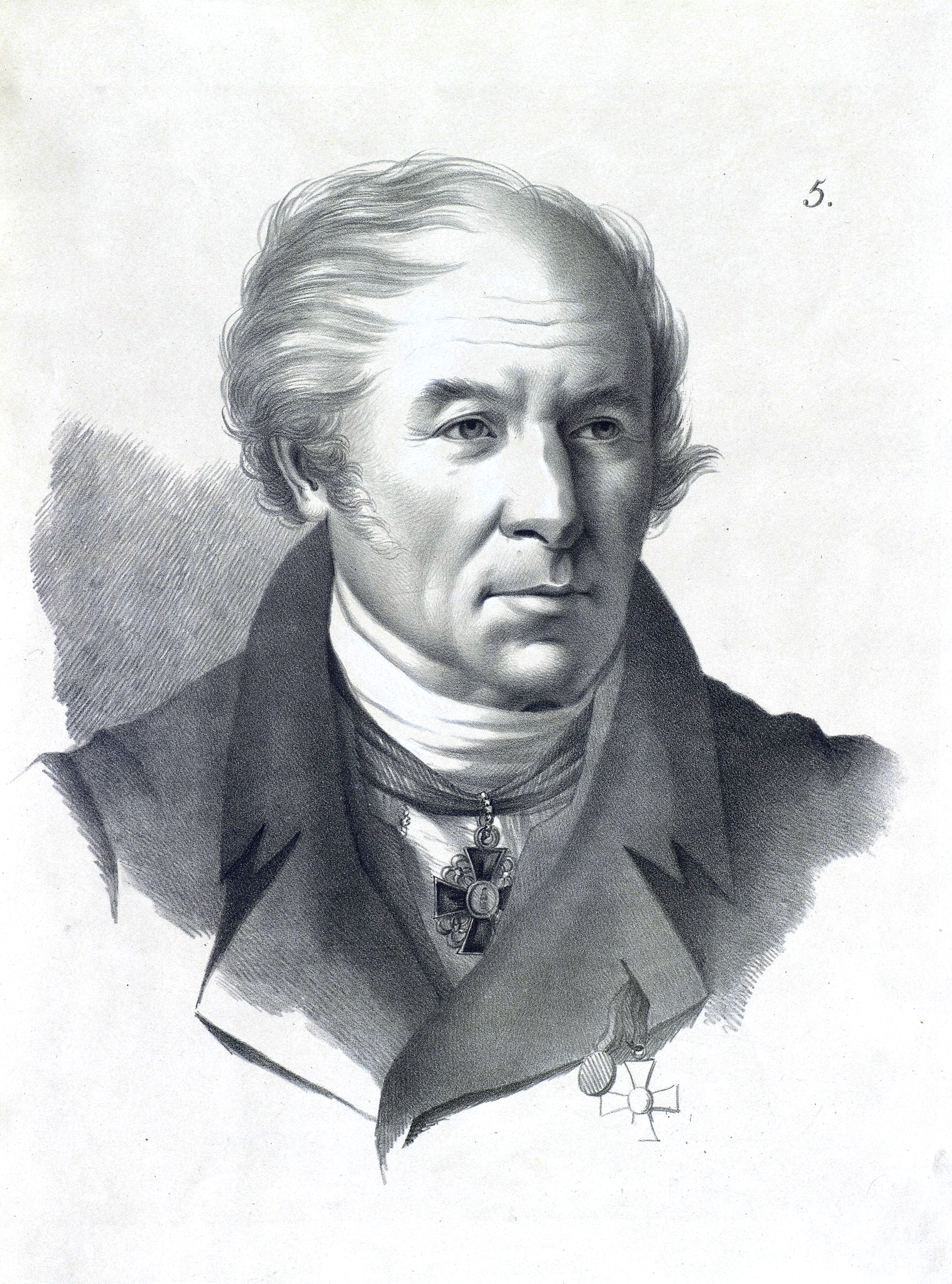
Иван Мартос. Литография из альбома Густава Гиппиуса «Современники» (1822)

Идея об установке памятника героям освободительного ополчения возникла в 1802 году, когда петербургская Академия художеств предложила студентам в качестве рабочей темы подвиг нижегородского старосты Кузьмы Минина и князя Дмитрия Пожарского. На следующий год в Петербурге на заседании Вольного общества любителей словесности, наук и художеств писатель Василий Попугаев высказал мысль о необходимости сооружения монумента руководителям ополчения 1612 года и выдающемуся деятелю патриарху Гермогену. Несмотря на это, император Александр I не поддержал идею, так как решил, что невозможно собрать достаточно средств для её осуществления.
В 1804-м адъюнкт-ректор Академии художеств Иван Мартос, проявив инициативу, выполнил модель памятника и представил её публике, которая положительно оценила его работу. Через три года была опубликована гравюра с первой модели памятника. Хотя это была не окончательная композиция, Иван Мартос уже в первом проекте отразил её основные черты: Минин и Пожарский были представлены освободителями Отечества от иноземной интервенции.
После создания проекта памятника разговоры о его установке прекратились. Однако в 1808 году жители Нижнего Новгорода снова подняли вопрос о возведении монумента, собрав по подписке средства на него. Император Александр I поддержал обращение, дав разрешение на открытие конкурса. В числе участников, кроме Мартоса, были скульпторы, Иван Прокофьев, Феодосий Щедрин, Василий Демут-Малиновский, Степан Пименов, архитекторы Жан-Франсуа Тома де Томон и Андрей Михайлов. По результатам отбора лучшим проектом была признана работа Ивана Мартоса, её утвердили к созданию в ноябре 1808 года.
1 января 1809 года объявили всенародную подписку и разослали по всей России гравюры проекта. Однако из-за финансовых проблем работу над памятником приостановили. По распоряжению Александра I монумент должны были установить в Нижнем Новгороде, однако Мартос считал, что памятник должен стоять в Москве, где происходили основные события второго народного ополчения, и добился разрешения на установку. Таким образом, когда в 1811 году сумма собранных средств достигла 136 тысяч рублей, Комитет министров дал согласие на возведение памятника в Москве. В то же время 18 тысяч рублей, присланные нижегородской губернией, пошли на создание обелиска в Нижнем Новгороде, который установили в 1828 году на территории Кремля, рядом с собором Михаила Архангела, где хранится прах Кузьмы Минина.

### Изготовление
Работа над малой моделью памятника началась в конце 1811 года. Скульптор не прекращал заниматься им даже во время Отечественной войны 1812-го. При работе над фигурами Минина и Пожарского Мартосу позировали его сыновья. В 1815 году была закончена большая модель, создавать её помогал скульптор Иван Тимофеевич Тимофеев. Он поднимал тяжести, передвигал подмостки, перетаскивал глину и другие рабочие материалы, смачивал большую глиняную скульптурную группу для поддержания влажности ежедневно в течение двух лет. На обозрение выставили обе модели, заслужившие всеобщее одобрение, с которых впоследствии сняли формы. Для отливки монумента Мартос заключил договор с известным в то время литейным мастером Академии художеств Василием Екимовым.
В то время выпускалось множество газетных заметок и журнальных статей о памятнике, это было связано с высоким интересом к его созданию, появившемуся после освобождения Москвы от наполеоновских войск. Так, журнал «Вестник Европы» издал статью, посвящённую отливке монумента и её благополучному завершению. Также там было подчёркнуто, что Василий Екимов одним из первых стал отливать фигуры полностью, а не частями. Сначала восковые фигуры 45 раз обмазывались жидкой смесью из толчёного кирпича и пива, постоянно просушиваясь опахалами из перьев, а затем внутренность фигур заполнялась составом из алебастра и толчёного кирпича — калидра. В течение месяца 16 заранее установленных печей вытапливали воск, одновременно 1100 пудов меди с 10 пудами олова и 60 пудами цинка плавились в нескольких печах на протяжении 10 часов. Наконец 6 августа 1816 года произошла отливка, занявшая всего 9 минут. Впервые в России сложная композиция, состоящая из двух фигур, была отлита за один раз, кроме меча, шлема и щита.
Гранитные блоки для постамента были изготовлены петербургским камнетёсом Самсоном Сухановым. Их производство шло в Выборгской губернии недалеко от деревни Киркопеле. Также в разработке пьедестала участвовал зять Ивана Мартоса — Авраам Мельников. Он делал рисунки и шаблоны и тщательно наблюдал за отделкой постамента. В феврале 1817 года утвердили надпись на пьедестале «ГРАЖДАНИНУ МИНИНУ И КНЯЗЮ ПОЖАРСКОМУ БЛАГОДАРНАЯ РОССіЯ. ЛѢТО 1817». Но так как открытие памятника состоялось только в 1818-м, конец фразы изменили на «ЛѢТА 1818».
В 1807 году «Журнал изящных искусств» опубликовал статью Николая Кошанского «Памятник Минину и Пожарскому, назначенный в Москве», в которой отмечалось, что Мартос представил значительный момент:
Вид Минина твёрд и решителен; в глазах приметно ожидание чего-то великого, и полуотверзтые уста его, кажется, говорят Герою: Спаси Отечество! Взор Пожарского устремлён к небу, сомнение и надежда, желание и ожидание помощи свыше, кажется одушевлены в чертах Героя… Как искусно художники умеют говорить изображению всеми чувствами!
Положительно о памятнике отзывался русский писатель и журналист Николай Полевой: «…кто из нас не умилялся, взирая на величественный памятник, который гражданину Минину и сотруднику его князю Пожарскому воздвигла благодарная Россия!». Полевой считал правильным, что имя Минина стоит впереди, так как «…без него что мог бы сделать Пожарский…».
За работу над памятником скульптор Иван Мартос был возведён в чин действительного статского советника с назначением пенсии 4000 рублей в год. Литейный мастер Василий Екимов получил 20 000 рублей и орден Анны II степени, скульптор Иван Тимофеев — 3000 рублей, архитектор Авраам Мельников — подарок.

### Установка и смена места

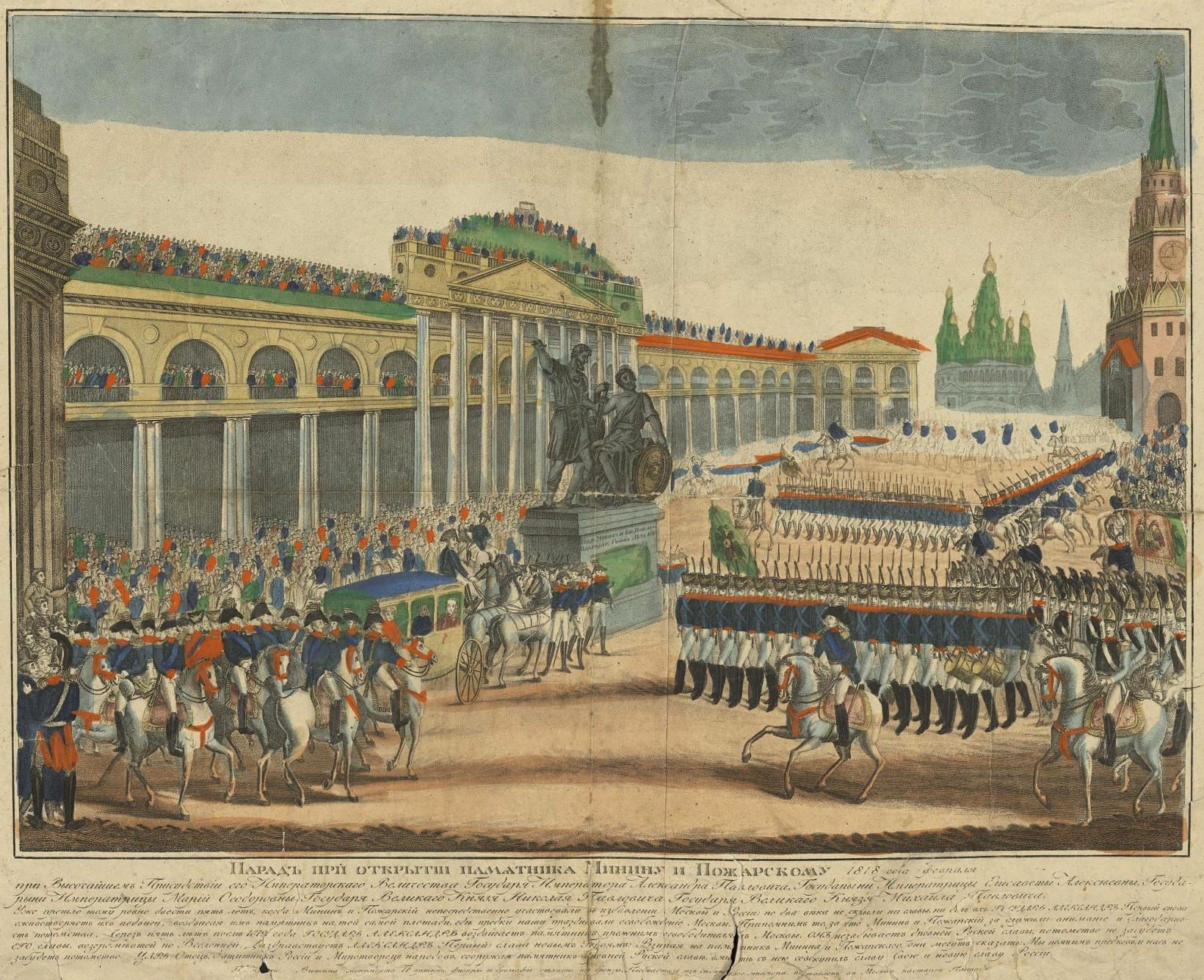
Парад при открытии памятника Минину и Пожарскому. Гравюра XIX века

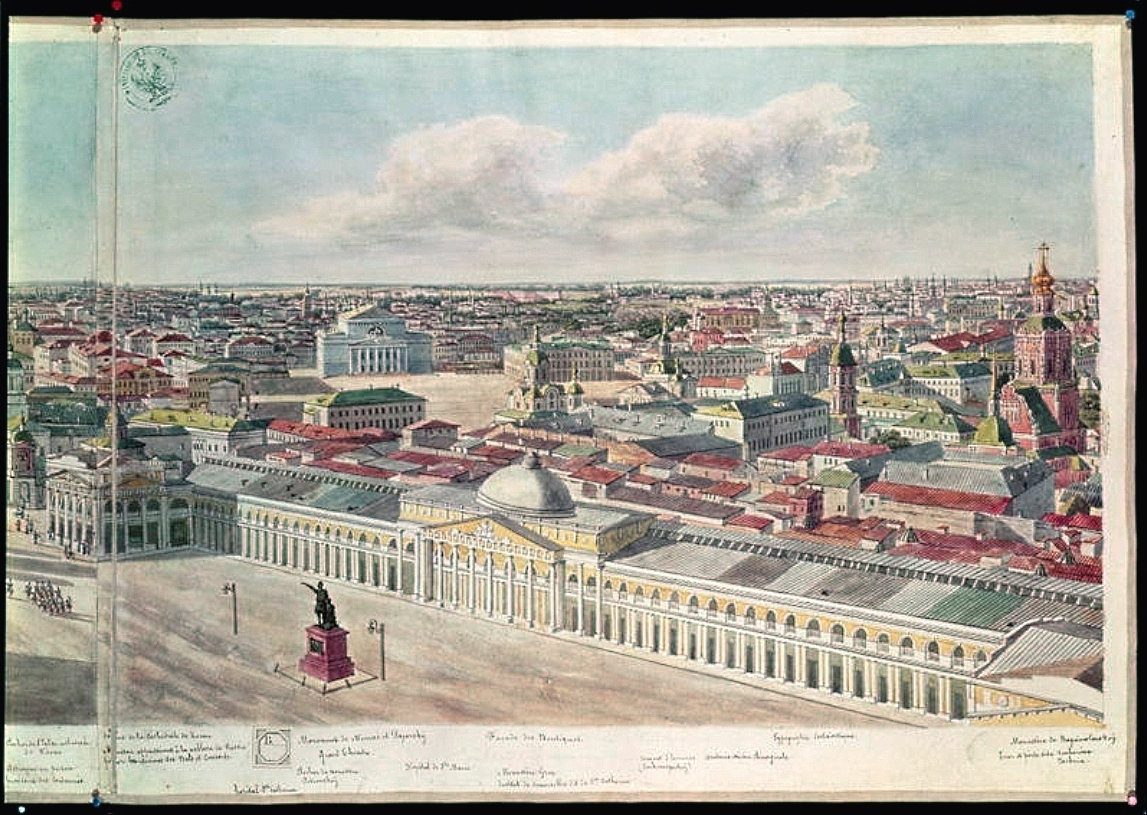
Панорама Москвы 20-х годов XIX века

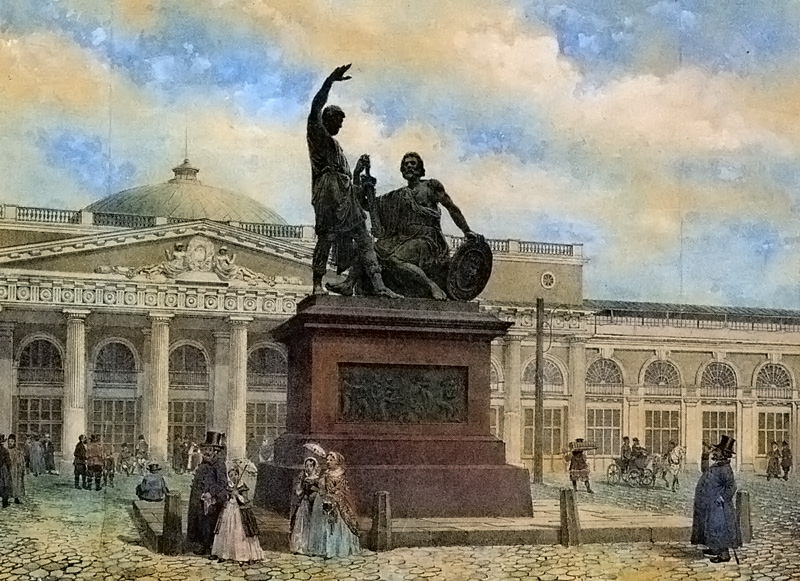
Памятник на фоне Верхних Торговых Рядов в середине 1850-х. Литография по оригиналу Ф. Бенуа

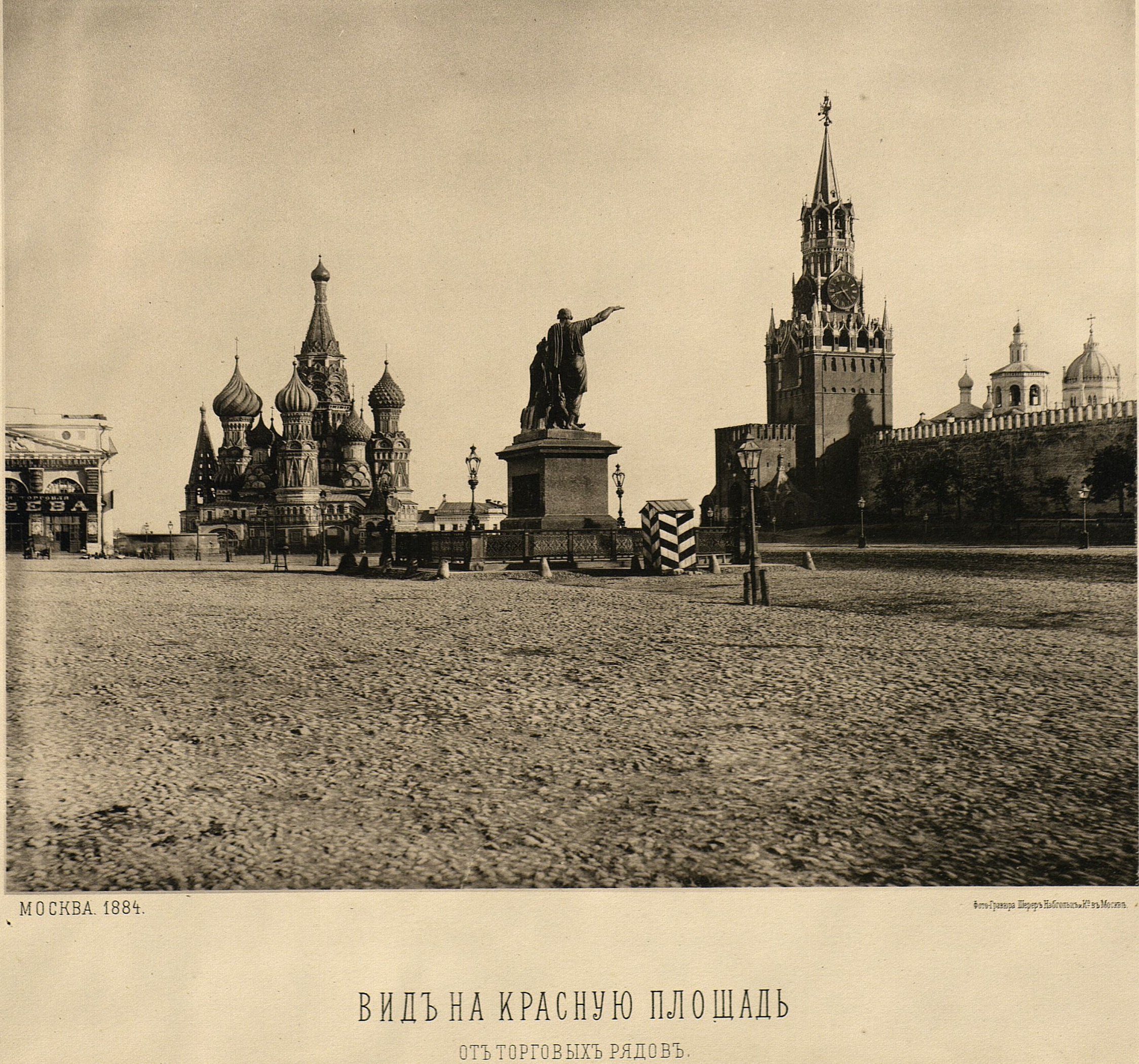
Вид сбоку на памятник Минину и Пожарскому, 1884 год

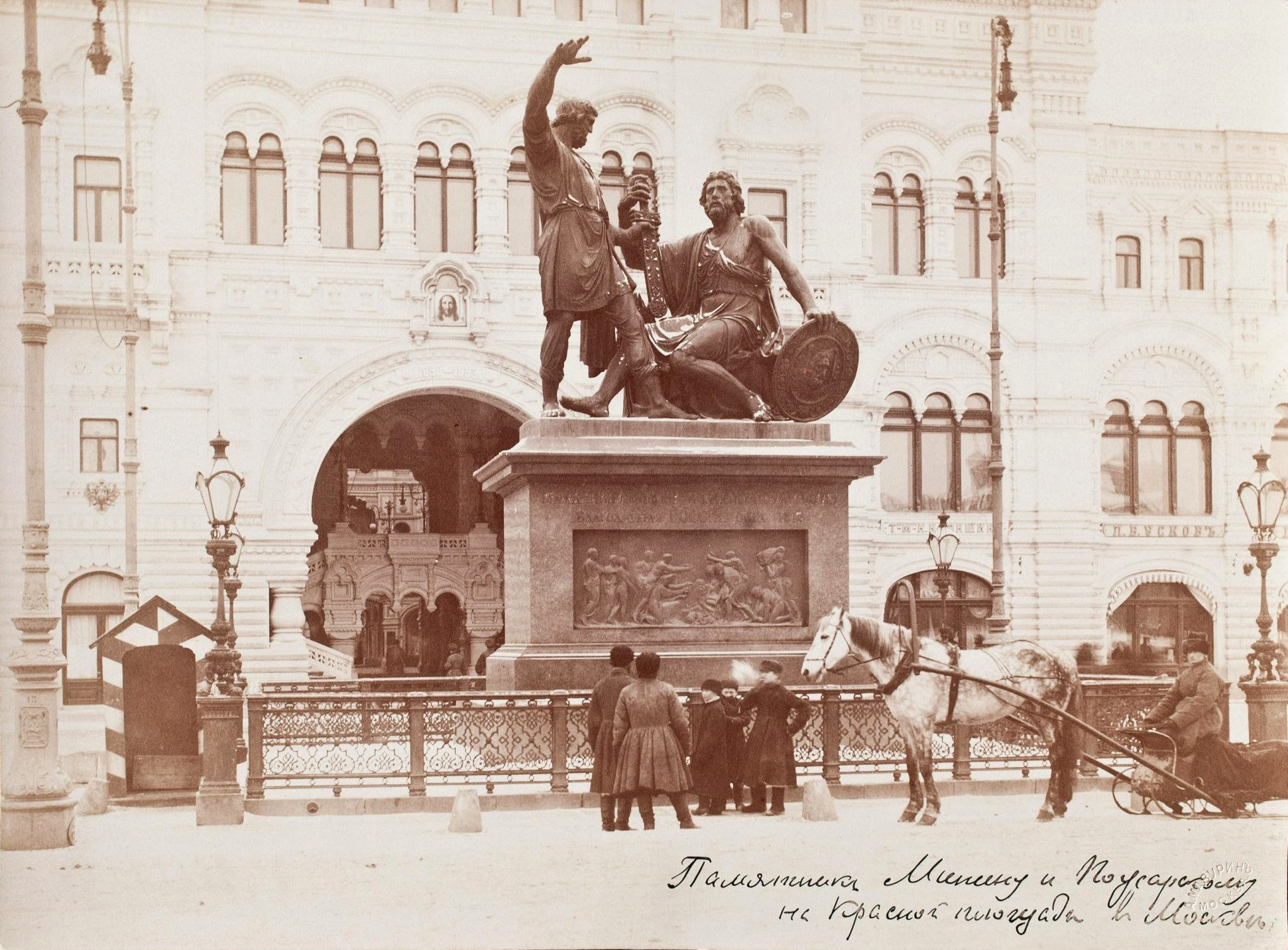
Памятник на фоне обновлённых Верхних торговых рядов. 1892—1895 гг.

После окончания работ 32 мая 1817 года монумент отправили водным путём из Петербурга в Москву. Его везли по Неве и Онежскому озеру, затем через Мариинскую систему, по Шексне до Рыбинска, оттуда Волгой в Нижний Новгород, где 2 июня памятник встретили огромные толпы. Далее путь шёл вверх по Оке до Коломны и завершился 2 сентября 1817 года на Москве-реке у стен Кремля.
До февраля 1818 года шли работы по возведению монумента. Изначально скульптурный монумент планировали поставить у Тверской заставы, однако Мартос выбрал расположение около Верхних торговых рядов на Красной площади лицом к Кремлю. Памятник установили посередине Красной площади перед Верхними торговыми рядами лицом к Кремлю. Монумент был окружен четырьмя фонарями, а с левой стороны стояла будка с охранявшим его гренадером.
20 февраля (4 марта) 1818 года состоялось торжественное открытие памятника. В начале мероприятия была исполнена оратория композитора Степана Дегтярёва «Минин и Пожарский, или Освобождение Москвы», написанная им в 1811 году. В открытии участвовали четыре сводных гвардейских полка, прибывшие из Петербурга, позднее приехали все члены императорской семьи во главе с императором Александром I (накануне его отъезда в Варшаву), а также чины двора. Кремлёвские стены и башни вместе с крышами прилегающих зданий были заполнены людьми.
В 1829 году юный Виссарион Белинский, будущий литературный критик, в письме к друзьям в Чембар рассказывает, какой «священный трепет» он испытывает, каждый раз проходя мимо памятника и рассматривая его. Белинский называет стоящие на постаменте фигуры Минина и Пожарского «двумя вечно сонными исполинами веков, обессмертивших имена свои пламенною любовью к милой родине». В продолжении он добавляет: «Может быть, время сокрушит эту бронзу, но священные имена их не исчезнут в океане вечности».
Однако среди хвалебных высказываний присутствовали и критические замечания. Так, поэт Александр Пушкин был недоволен надписью и дал ей следующую оценку: «Надпись Гражданину Минину, конечно, не удовлетворительна: он для нас или мещанин Косма Минин по прозванию Сухорукой, или думный дворянин Косма Минич Сухорукой, или, наконец, Кузьма Минин, выборный человек от всего Московского государства, как назван он в грамоте о избрании Михаила Романова. Всё это не худо было бы знать, также как имя и отчество князя Пожарского». Это примечание так и не было напечатано, так как относилось к строкам статьи Михаила Погодина «Прогулка по Москве», которые не пропустила цензура.
В середине XIX века монумент оградили ажурной чугунной решёткой и поставили новые фонари. В середине 1890-х они были заменены на электрические фонари.
В советское время памятник и обе исторические личности, которым был посвящён памятник, подверглись жёсткой критике со стороны литературных деятелей. В столичной газете «Вечерняя Москва» от 27 августа 1930 года была опубликована статья «Пора убрать исторический мусор с площадей» публициста Владимира Блюма. В ней он называет Минина и Пожарского «представителями боярского торгового союза, заключённого 318 лет назад на предмет удушения крестьянской войны», которые «и не думают убираться восвояси». Поэт Джек Алтаузен высказал подобное мнение в стихотворной форме, предлагая расплавить памятник «двум лавочникам». Писатель Демьян Бедный также внёс свой вклад, поддерживая идею о сносе памятника. Он написал поэтический фельетон «Без пощады» в газете «Правда» от 6 декабря 1930 года, где заключил, что на месте «двух казнокрадов» мог бы стоять крымский еврей Хозя Кокос, который помог Ивану III в свержении ордынского ига. Такие высказывания были характерны для советского времени. Несмотря на это, секретариат ЦК ВКП(б) в специальном постановлении строго осудил Демьяна Бедного за «фальшивые нотки, выразившиеся в огульном охаивании „России“ и „русского“».
В 1931 году в связи с реконструкцией Красной площади и постройкой обновлённого Мавзолея Ленина памятник героям перенесли к Покровскому собору. По воспоминаниям Лазаря Кагановича, бывшего в то время первым секретарём Московского комитета ВКП(б), решение о перемещении памятника Минину и Пожарскому принял сам Иосиф Сталин. После этой перестановки памятник больше не менял расположение и в настоящее время находится на том же месте.
Ежегодно в День народного единства люди приносят к памятнику цветы. Так, 4 ноября 2017 года в честь праздника и в память об освободительном движении 1612 года президент Владимир Путин возложил букет красных роз к монументу, в церемонии приняли участие патриарх Кирилл вместе с представителями различных конфессий, членами Совета по межнациональным отношениям и представителями молодёжных организаций.

### Реставрации

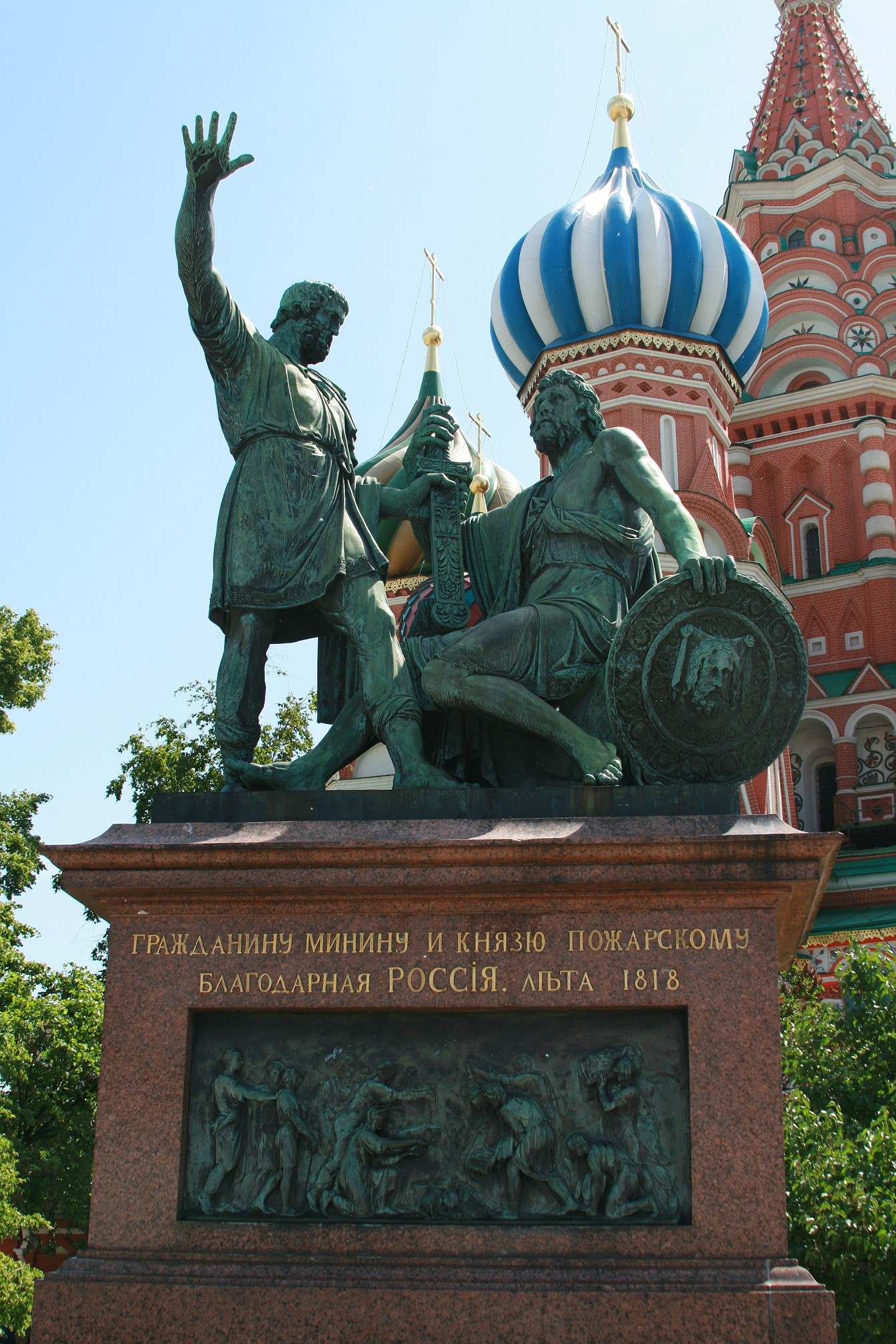
Памятник Минину и Пожарскому, 2008

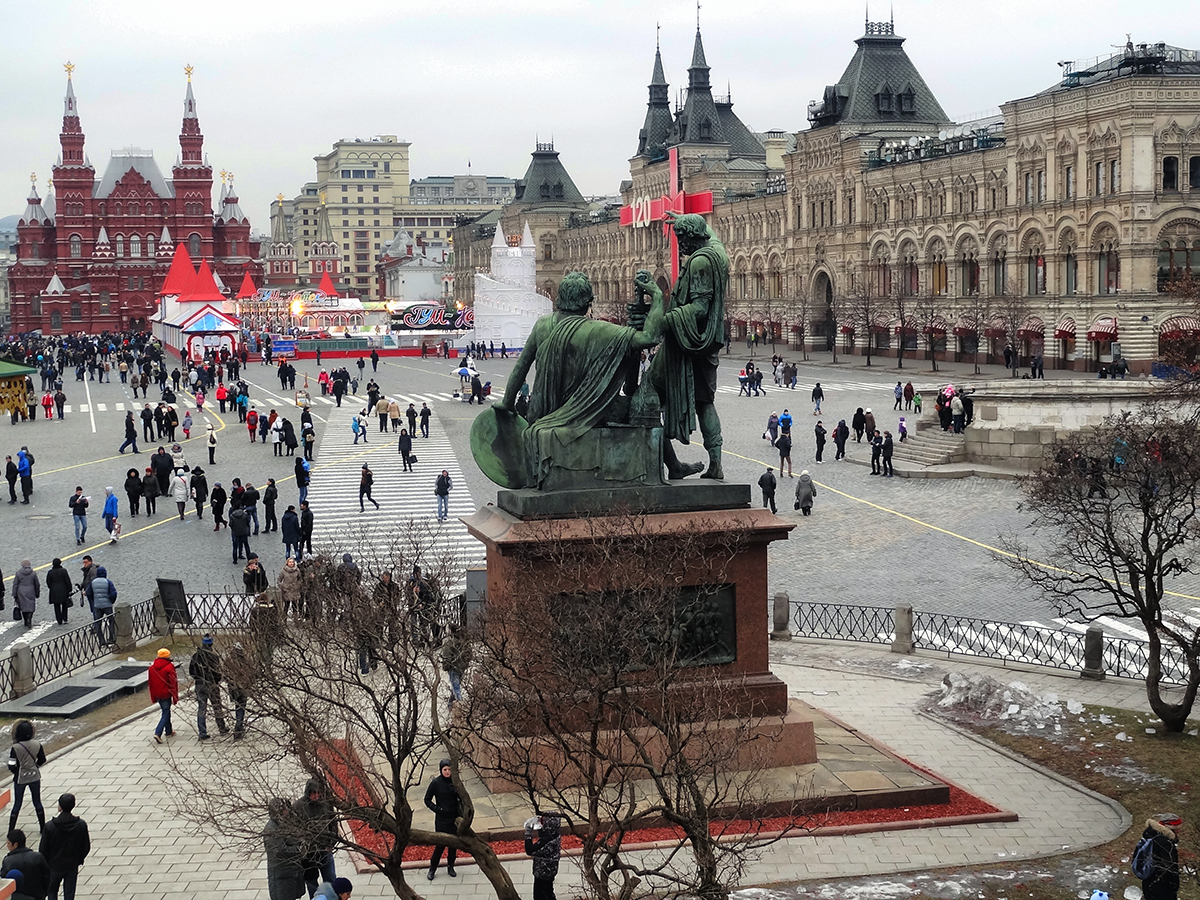
Памятник с видом на площадь, 2014

Первая реставрация относится к 1890-м годам. Еженедельное приложение «Неделя строителя» к журналу «Зодчий» опубликовало сведения о планируемой реставрации памятника, на которую московское городское управление выделило 2000 рублей. Предполагались работы по очистке монумента, протирке олифой бронзовых барельефов и фигур, полировке гранитного пьедестала, ремонту отбитого угла и выбоины, золочению надписи и по исправлению решётки с окрашиванием её под бронзу.
В 1926 году при обследовании памятника Минину и Пожарскому было выявлено, что в неудовлетворительном состоянии находилась его чугунная решётка, отсутствовавшие части которой были заменены деревянными. В связи с реконструкцией Красной площади и возведением Мавзолея Ленина в 1931 году памятник перенесли к Покровскому собору. На перестановку было выделено 30 000 рублей.
В мае 1940 года реставрационная комиссия, в которую входил Дмитрий Сухов, обследовала памятник и определила, что необходимо отмыть с мылом загрязнения с бронзовых фигур, барельефов, надписи и пьедестала, промазать раствором и расширить швы гранитных кованых плит, сделать подсыпку на месте обнажения бута. К 1953-му сотрудники Государственного исторического музея составили «Дефектный акт на реставрацию памятника Минину и Пожарскому». Из него следовало, что в неудовлетворительном состоянии находятся бронзовые фигуры, барельефы, отмостка и бордюр. Комиссия предлагала обработать бронзовые части канителью вручную, затем протереть спиртом и покрыть специальным воском или светлым лаком, а также затонировать содранные и выбитые места. Также планировалось приподнять плиты, подсыпать грунт в основание, промазать швы известью по всему цоколю, выровнять и укрепить гранитный бордюр. Под руководством химика Алексея Дмитриевича Чиварзина и архитектора Ивана Васильевича Маковецкого проводились работы по восстановлению памятника, включавшие очистку от грязи и окиси, закрепление швов и трещин, выравнивание белокаменных плит и пьедестала.
Следующая реставрация была выполнена в 1964 году, её стоимость составила 2422 рубля. Специалисты промыли и очистили скульптуры и барельефы от слоёв пыли и копоти, патинировали и обработали защитным лаком, заделали швы в постаменте свинцом, зашпаклевали сколы, выбоины отверстий. В 1967-м надпись на постаменте была позолочена сусальным золотом.
В феврале 1980 года перед летними Олимпийскими играми в Москве Всесоюзный производственный научно-реставрационного комбинат обследовал техническое состояние памятника. В результате провелись работы по очищению и помывке бронзовых скульптур и барельефов от пыли, копоти, грязи, птичьего помёта. В конце 1980-х — начале 1990-х годов реставрация памятника Минину и Пожарскому в Москве не состоялась по нескольким причинам: в городе не нашлось реставрационной производственной базы и не было достаточного опыта практической реставрации городской монументальной скульптуры, выполненной из сплавов на основе меди и различных пород камня. Вместе с этим возникли сложности с финансированием научно-исследовательских и реставрационных работ.
В 2002-м компания «ВИОЛе-М» и реставрационный научно-производственный центр (РНПЦ) «РЕКОС» при участии музея-усадьбы «Остафьево» подготовили производственную базу мастерской для исследований и практических реставрационных работ тыльного барельефа. Задний барельеф был отреставрирован и установлен на прежнее место.
В начале XXI века монумент оказался в удручающем состоянии: металл корпуса с годами истончился, в нём образовались дыры, сильной коррозией покрылись металлические прутья каркаса. Реставрационные работы, выполненные в 2010—2011 годах, позволили укрепить памятник.

### Современное состояние

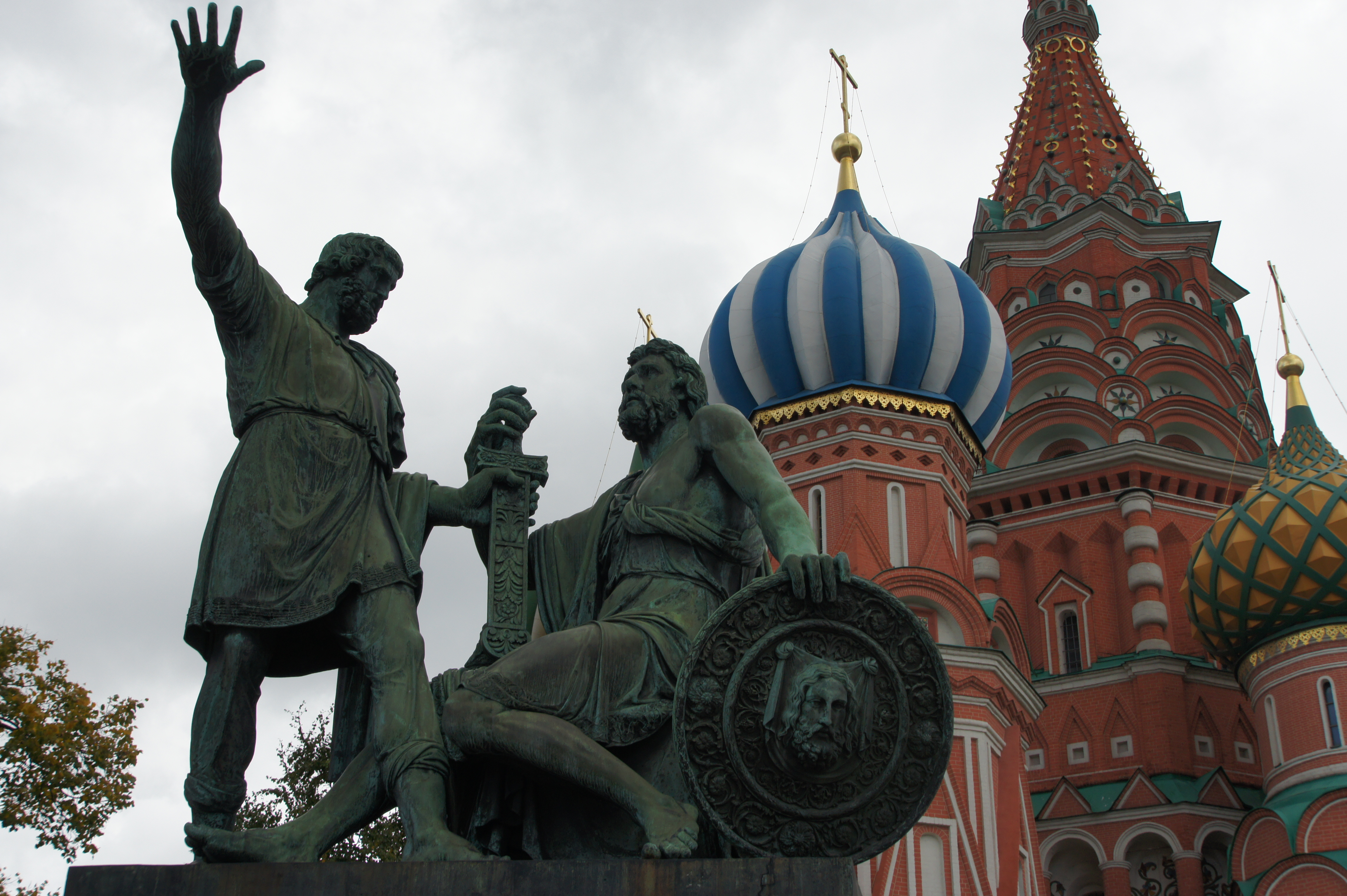
Внешний вид памятника в 2014 году

В 2016 год памятник Минину и Пожарскому передан в ведение Государственного исторического музея Москвы и нуждается в реставрации. По словам директора музея Алексея Левыкина, будет проведено тщательное обследование вместе с Министерством культуры, реставрация намечалась на 2018 год — к 200-летнему юбилею памятника. Кроме того, музей обязался поддерживать памятник в надлежащем состоянии.
На период с января по март 2018 года ГИМ запланировал выставку «Памятник Минину и Пожарскому в Москве. К 200-летию главного скульптурного монумента России». Посетителям должны представить акварельные виды Красной площади, редкие гравюры и литографии, малоизвестные фотографии, плакаты, а также миниатюры монумента, изготовленные из бронзы, фарфора, кости и других материалов.
Реставрация данного монумента началась в ноябре 2020 года, вывозить памятник с места нынешнего расположения для этой цели не стали, над ним построен специальный павильон. Реставрацию проводило Межобластное научно-реставрационное художественное управление (МНРХУ) и Реставрационная мастерская «Наследие». 13 января 2022 года монумент был впервые демонтирован с постамента для реставрации под крышей временного павильона. Общий бюджет проведенных работ составил 47,5 млн рублей. Из них Министерство культуры выделило более 30 млн, остальная сумма была получена в результате, объявленной Государственным историческим музеем, всероссийской акции по сбору средств. Акцию поддержали, в том числе Владимир Машков, Григорий Лепс, Игорь Угольников, Оксана Федорова, Фекла Толстая. Самый крупный частный взнос сделал Владимир Груздев.
Как рассказал в интервью The ArtNewspaper Russia Павел Котельников, научный руководитель реставрации памятника в 2022 году, завотделом научной реставрации произведений из металла Государственного научно-исследовательского института реставрации (ГОСНИИР), состояние памятника было крайне плачевное: железные подкладки под плинтом расслоились, причем, поскольку чёрный металл, коррозируя, увеличивается в объёме в пять раз, эти деформации начали разрушать памятник. В итоге было принято решение отлить новый каркас и установить его внутрь плинта для его укрепления. Также для усиления плинта в него добавили около 500 кг медной массы. Фигуры также были в плачевном состоянии. Технологические дефекты усугубились пребыванием на открытом воздухе — вся поверхность оказалась в кавернах. Одной из фигур пришлось сделать «трепанацию», настолько ветхой была бронза на её макушке. В итоге большой фрагмент головы удалили и заменили новой отливкой. Заново была отлита и наушина шлема князя Дмитрия Пожарского, утраченная в начале 2000-х годов. Памятник коррозировал как снаружи, так и внутри, причем внутри крайне активно, так как со времен отливки внутри пустотелых фигур сохранились вспомогательные компоненты, использовавшиеся при этой процедуре: металлический литьевой каркас и формовочная масса (смесь глины и кирпичной крошки). Фигура Минина, например, была ниже пупка забита этой массой полностью. Железо начало ржаветь, гигроскопичная формовочная масса — разбухать, бронза, соприкасавшаяся с чёрным металлом, разрушалась. Реставраторы удалили всю массу через технологические отверстия (вышло около 500 кг), а также сняли остатки корродированного каркаса. Также требовалось укрепить гранитный постамент. Его перебрали, гранит законсервировали. Реставрации подверглись установленные на постаменте бронзовые барельефы, которые получили новые крепления. В завершение скульптура подверглась комплексному патинированию.
13 июля 2022 года монумент был возвращён на постамент.
Памятник успешно отреставрирован и открыт 31 октября 2022 года, об этом заявило Министерство культуры РФ.

## Описание памятника

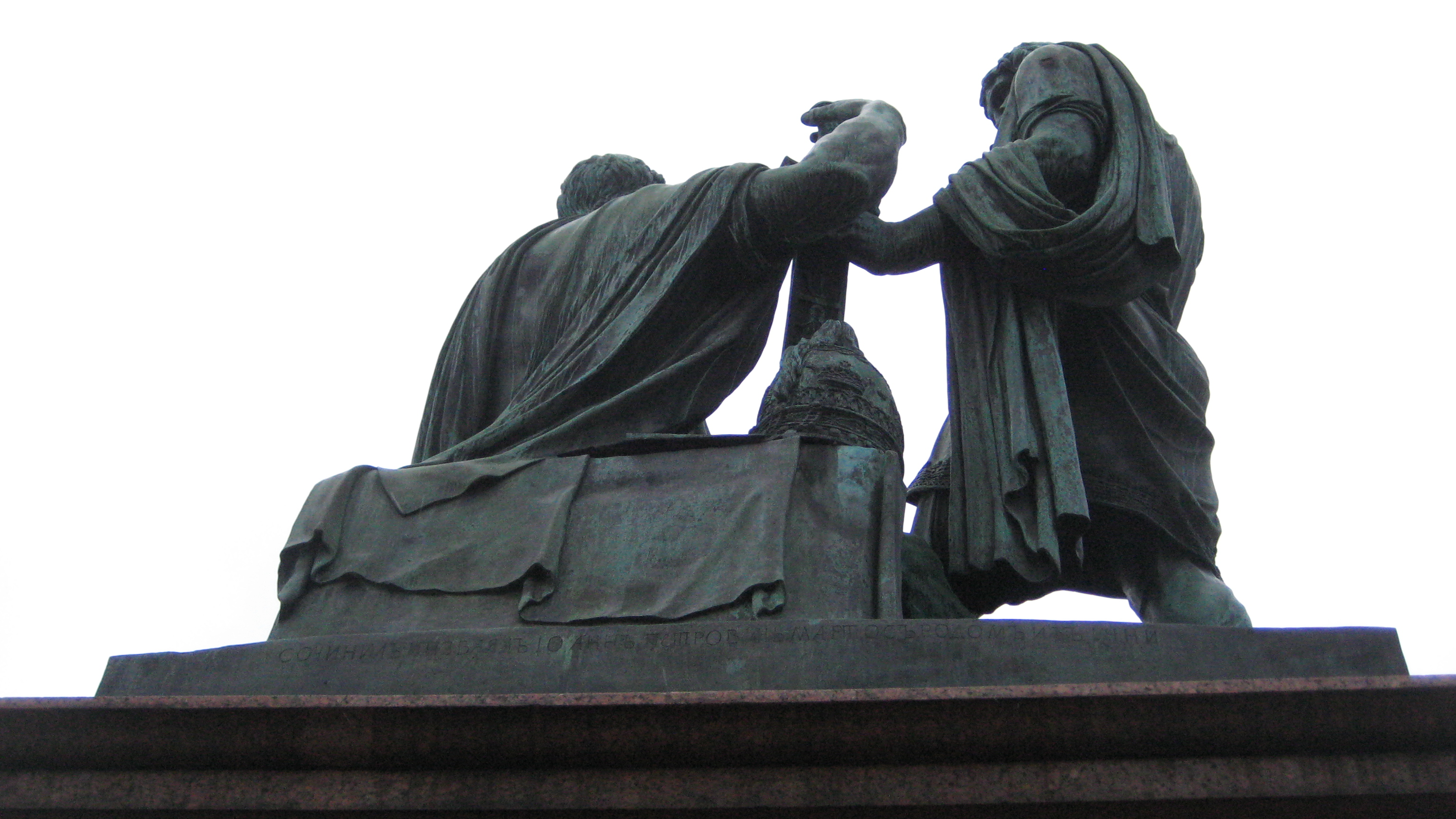
Вид сзади и шлем Пожарского, 2010 год

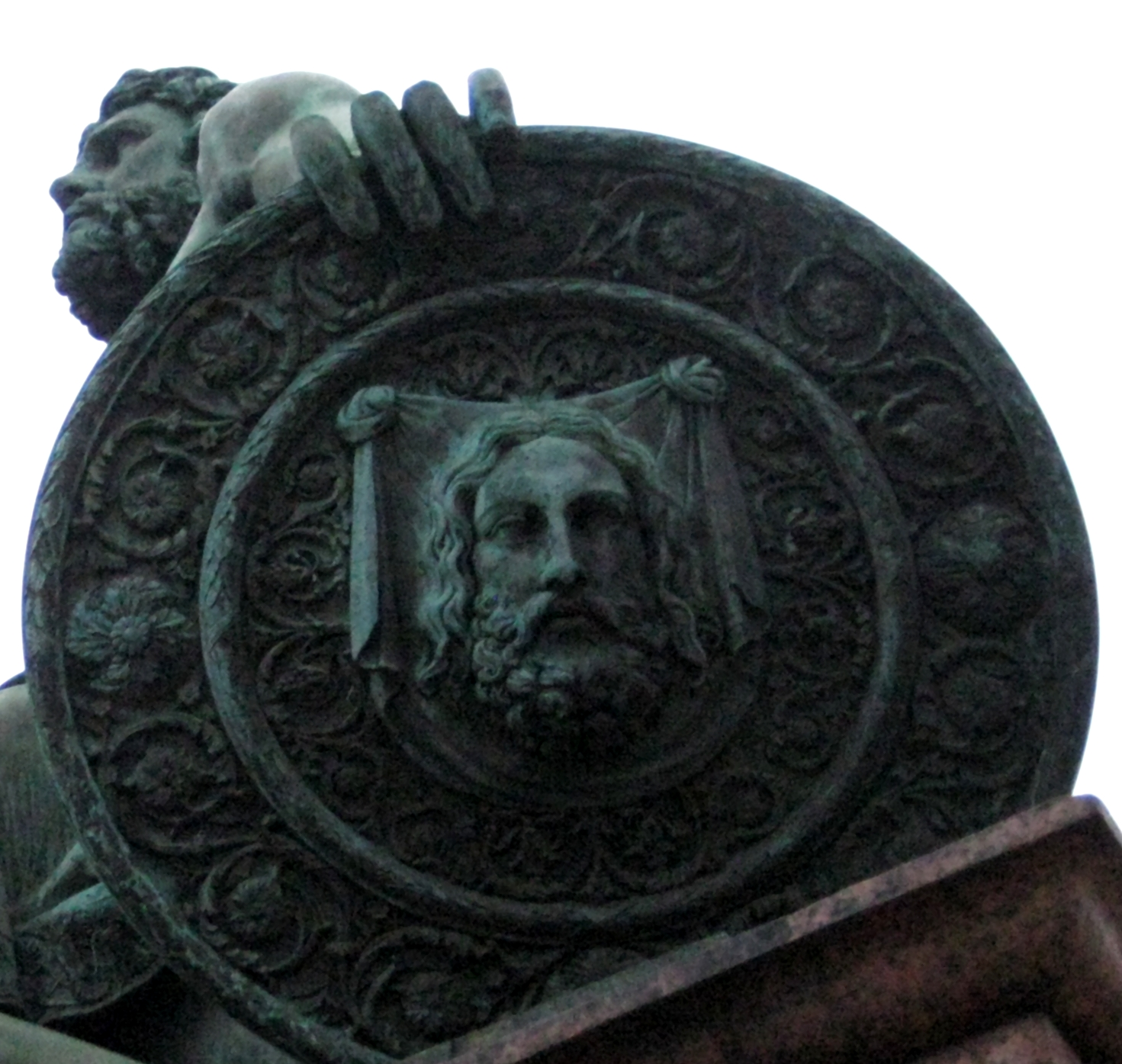
Щит в руках Пожарского, 2010 год

### Скульптурная группа
В первом проекте Минин стоял в подпоясанном хитоне, в плаще и вытянутой левой рукой указывал на Москву. Князь Пожарский, также облачённый в хитон, в сильно развевающемся плаще и римском шлеме, устремлялся вперёд. Одной рукой он высоко поднимал щит, другой держался за меч вместе с Мининым.
В данной композиции скульптура Минина выглядела более статично, чем Пожарского, которой придавалось движение. Обе фигуры были композиционно связаны, как и в окончательной работе.
Гравюры нового проекта, разосланные по подписке в начале 1809 года, значительно отличались от первого варианта и почти совпадали с окончательным. Фигура Минина занимала главенствующую позицию с указывающим жестом правой руки. Одежда нижегородского старосты упростилась: он был без плаща, хитон стал похож на русскую рубаху. Образ Пожарского ещё не был найден, поэтому вместо изначальной стремительности движения стали более пассивны. Князь приподнимался с места, чтобы последовать за Мининым. Одежда Пожарского по-прежнему была античная, но щит с изображением нерукотворного Спаса стал больше похож на русский. Центром композиции оставался меч. Впоследствии произошли новые изменения в проекте, однако основные черты скульптурного монумента были заложены в этой работе.
В конечном варианте памятник приобрёл более строгий облик, а изменения в деталях фигур придали точности идейному замыслу. Минину всё так же отвели первую роль. Вскинутой рукой он призывает народ на борьбу с польскими интервентами, другой рукой передаёт меч Пожарскому, чтобы тот возглавил ополчение. Одет Минин в хитон с добавлением русского узора, что напоминает рубаху крестьянина, на ногах порты. Широкий шаг и выдающийся вперёд торс придают фигуре Минина уверенность и силу. Пожарский, опираясь на щит с изображением Спаса, приподнимается с ложа и принимает меч из руки Минина, нога его вытянута. Эта поза показывает, что князь ещё не оправился от ран, но готов последовать за призывом нижегородского старосты. Как и в гравюре, меч является центральным связующим звеном в композиции, олицетворяющим единство народа. Позади него находится шлем, который видно только с обратной стороны памятника. Высота скульптурной группы составляет около 4,6 м, по другим данным — 4,5 м. В августе 1941 года на всякий случай был произведен обмер
памятника архитектором М. Мугалинским под контролем члена-корреспондента Академии архитектуры А. В. Бунина, чертеж сохранился.

### Постамент

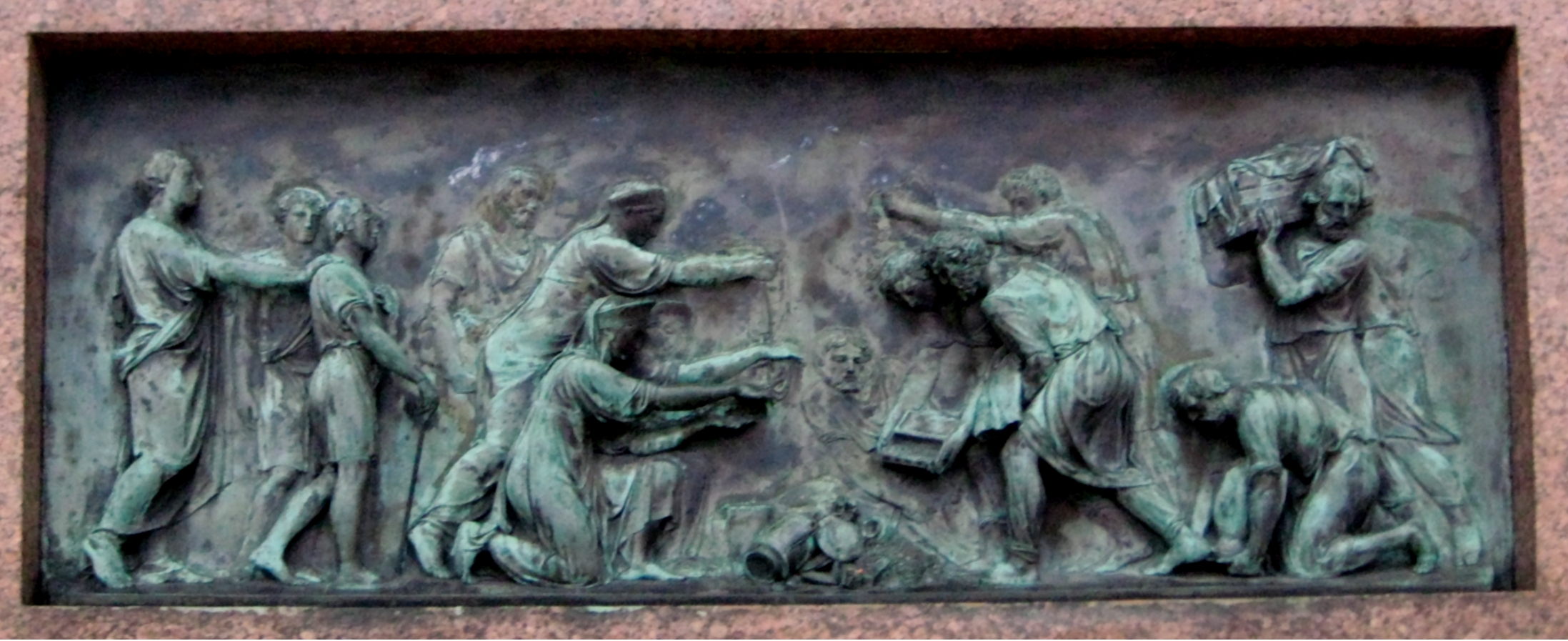
Передний барельеф. Слева — скульптор Иван Мартос, отдающий Отечеству двоих сыновей, 2010 год

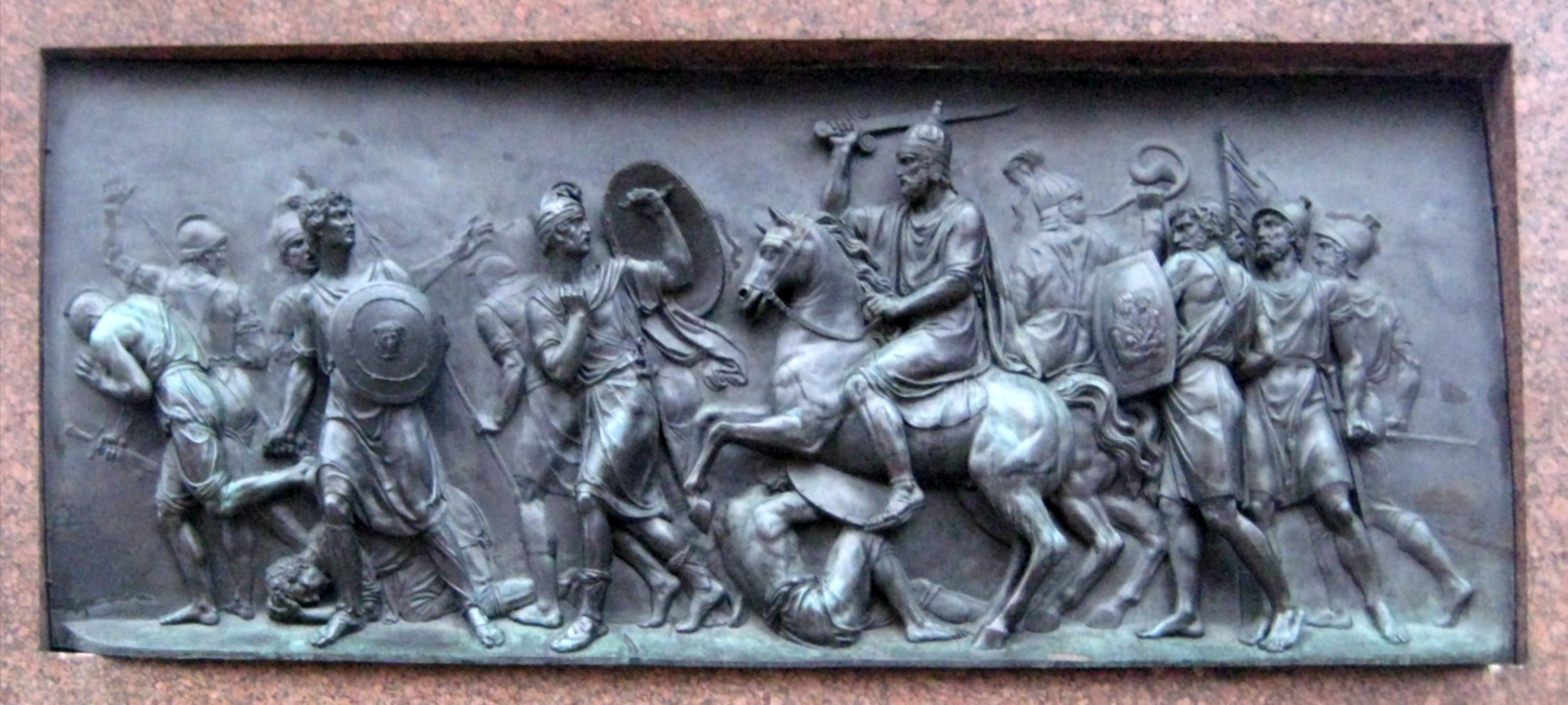
Задний барельеф изображает князя Пожарского, 2010 год

В первом проекте на лицевой стороне пьедестала скульптор Мартос разместил барельеф, изображающий нижегородцев, приносящих пожертвования. Справа мужчины склонились под тяжестью подношений, слева — женщины, преклонившие колено, даруют украшения. На задней стороне постамента барельеф показывает сцену победы князя Пожарского над врагами. Сюжеты барельефов в следующем проекте остались прежними, но с другой расстановкой персонажей: композиция загромождалась лишними фигурами и не объединялась общим действием. Скульптор придавал большое значение расстановке барельефов, поэтому выдвинул пожертвования нижегородцев на первый план. В гравировке 1809 года постамент остался неизменным, а композиция барельефа существенно преобразилась. Она стала более лаконичной, пропали некоторые персонажи, но появились новые — отец с двумя сыновьями.
В окончательном варианте пьедестал, выполненный из красного финляндского гранита и украшенный бронзовыми барельефами, претерпел некоторые изменения. Фронтальный барельеф стал лаконичнее, количество фигур уменьшилось. Женщины с левой стороны и мужчины с правой подносят пожертвования. По сравнению с первым вариантом фигуры стали значительнее. Позы женщин выражают торжественность происходящего. Преклонив колено, они плавным движением рук возлагают украшения на алтарь Отечества. Женская одежда напоминает античную, но на головах русские кокошники. За фигурами женщин стоит отец, отдающий в ополчение двух сыновей. Здесь скульптор изобразил себя вместе с детьми. Ученик Мартоса Самуил Гальберг выполнил профильный портрет своего учителя с сыновьями. Оба сына скульптора попали на барельеф не случайно. Один — Алексей Иванович — в 1812 году сражался в армии Кутузова, другой — Никита Иванович — был задержан и убит наполеоновскими солдатами во Франции, когда находился там в качестве пенсионера Академии художеств.
На обратной стороне постамента изображена батальная сцена. Барельеф посвящён победе народных ополченцев во главе с князем Пожарским. Сюжет также разделён на две части. Слева бегущие из Москвы поляки, с ужасом оглядывающиеся на победителей, справа Пожарский, возглавляющий храбрых воинов, на коне топчет и прогоняет с мечом врага. В целом барельефы, находящиеся в неглубоких нишах пьедестала, дополняют сюжет основной скульптурной композиции.
Высота пьедестала составляет около 3,7 м, длина — примерно 4 м, ширина — 2,3 м. Под пьедесталом находится терраса, также изготовленная из гранита, высотой примерно 1,1 метра.

## Памятник в культуре

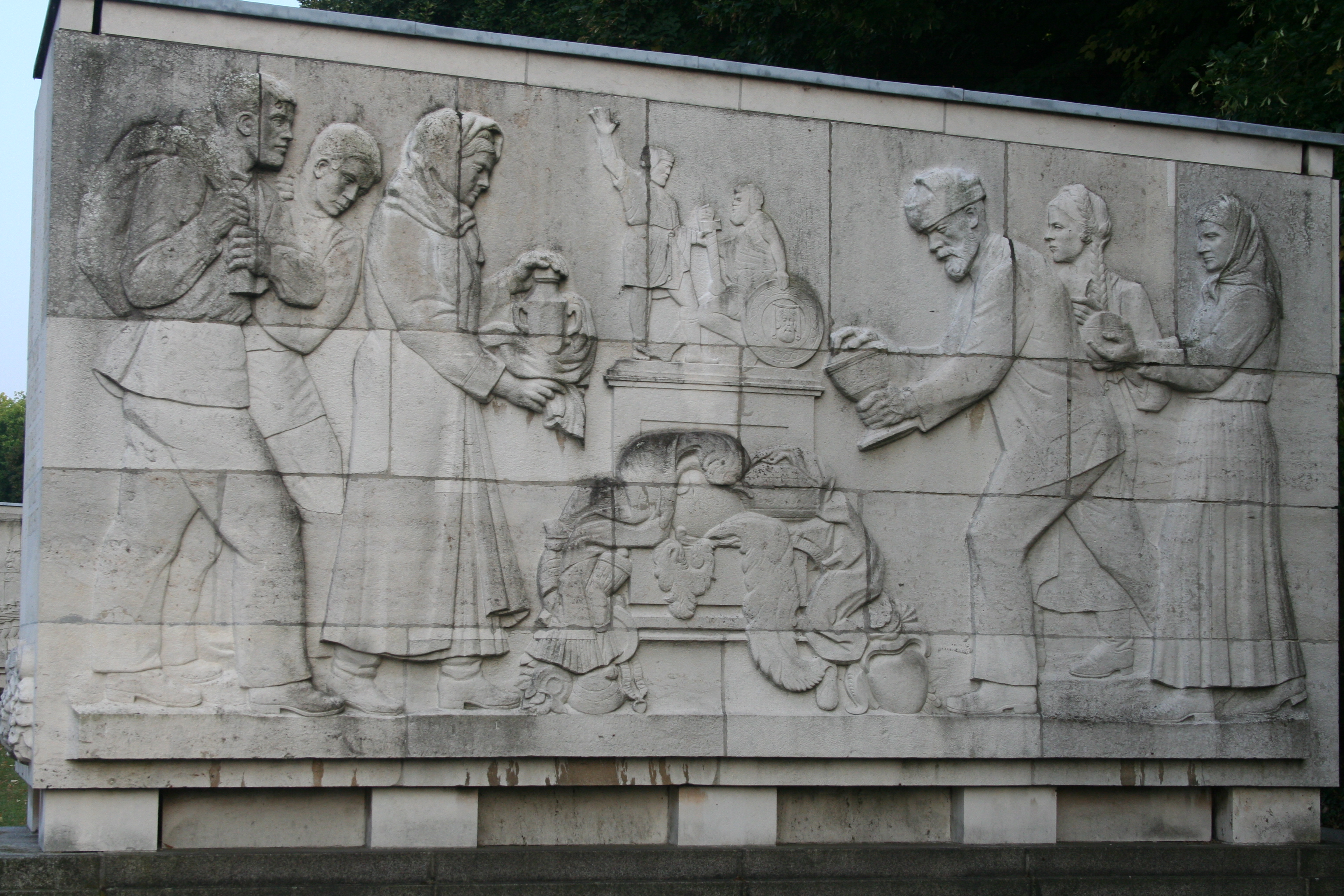
Барельеф в Трептов-парке «Всё для фронта! Всё для победы!», 2008 год

### Филателия и нумизматика
Первое появление памятника Минину и Пожарскому на российской почтовой марке относится к 18 декабря 1904 года в почтово-благотворительном выпуске «В пользу сирот воинов действующей армии». Рисунок на марке номиналом в 5 копеек (продажная цена которой была 8 копеек) изобразил художник Рихард Зарриньш. Первая советская почтовая марка с памятником номиналом в 1 рубль вышла 6 сентября 1946 года в серии «Виды Москвы» в исполнении художника Василия Завьялова. В 1947 году на ней появилась красная надпечатка в честь юбилея столицы: «800 лет Москвы 1147—1947». В 1961-м вышла марка с другим изображением памятника Минина и Пожарского авторства Завьялова. Она выпускалась стоимостью в 12 копеек и принадлежала серии «Стандартный выпуск СССР», повторно она выходила в 1966-м. В 1989-м в серии «Памятники отечественной истории» была напечатана 15-копеечная марка с монументом под названием «Москва». Иллюстрацию выполнил Леонид Зайцев.
В Российской Федерации стандартный выпуск с памятником вышел в 1992 году в художественном исполнении Владислава Коваля, ещё два года марка печаталась с тем же рисунком, но в другом цвете и номинале: 60-копеечная серо-зелёная была заменена 300-рублёвой красно-лиловой. В 2012-м была напечатана собственная серия «Памятник К. Минину и Д. Пожарскому в Москве» стоимостью 9 рублей 20 копеек. Изобразил памятник художник Александр Поварихин. К 150-летию Русского исторического общества в 2016 году вышла марка стоимостью 19 рублей, также оформленная Поварихиным, с памятником предводителям второго народного ополчения 1612 года.
В 1919 году вышла донская денежная банкнота с изображением памятника Минину и Пожарскому номиналом в 100 рублей из выпуска «Поход на Москву». В том же году генерал Пётр Врангель выпустил в обращение денежные знаки Главного командования вооруженными силами Юга России) с памятником номиналом в 10 рублей. В январе 1920 года монумент появился также на сторублевой банкноте в выпуске «Феодосийский (эвакуационный)». В 1997 году в России была выпущена юбилейная монета «Памятник Минину и Пожарскому» из серебра 900-й пробы серии «850-летие основания Москвы» номиналом в 100 рублей и фактической стоимостью 12 000 рублей. В 2016-м к 150-летнему юбилею Русского исторического общества Центробанк России произвёл чеканку пятирублёвых монет с изображением монумента Минина и Пожарского на реверсе. Тираж составил до 5 миллионов штук.

### В архитектуре
Памятник Минину и Пожарскому на фоне Верхних торговых рядов изображен на раскрашенной литографии издания Джузеппе Дациаро, сделанной с рисунка Ф. Бенуа в середине XIX века. В Москве на станции метро «Таганская» со стороны зала и платформ на пилонах в стрельчатых нишах находятся панно, украшенные орнаментом с вплетёнными изображениями. На нескольких панно присутствует образ памятника Минину и Пожарскому.
В берлинском Трептов-парке на одном из 16 саркофагов советского военного мемориала высечен барельеф «Всё для фронта! Всё для победы!». На нём изображен памятник Минину и Пожарскому, перед которым стоят люди, жертвующие своё имущество для поддержки армии в тылу. Эта композиция повторяет сюжет оригинального барельефа.

### В литературе
Приблизительно в 1830—1840-е годы, через некоторое время после возведения памятника, появилась поговорка «Борода-то Минина, а совесть-то глиняна». Также она была найдена в специальной тетради писателя Александра Островского, куда в 1854-м он начал записывать различные вещи, вышедшие из московского просторечия. В дальнейшем это высказывание продолжало часто встречаться русским фольклористам вплоть до 1920-х годов. Происхождение поговорки связано с почитанием купеческим сословием нижегородского старосты Кузьмы Минина, который также являлся его представителем. Подразумевается, что купцы, стоя перед памятником на Красной площади, могли думать о спасении Отечества, но забывали об этом, возвращаясь к работе и думая о выгоде.
В серии лубочных листов XIX века «Пантюша и Сидорка осматривают Москву» одним из достопримечательных объектов является памятник Минину и Пожарскому. Подписью к картине служит разговор двух земляков. Деревенский парень Сидорка принимает старосту Минина за русского былинного богатыря Еруслана Лазаревича, а более грамотный Пантюша поправляет его: «Это, вишь ты, памятник богатырям русским, которые спасли Русь от поляков. Это стоит Кузьма Минин, а это сидит князь Пожарский». Четверостишие Николая Станкевича «Надпись к памятнику Пожарского и Минина» 1829 года отражает благодарность народа за освобождение Отечества от польских захватчиков: «Сыны отечества, кем хищный враг попран, / Вы русский трон спасли, — вам слава достоянье! / Вам лучший памятник — признательность граждан, / Вам монумент — Руси святой существованье!». Памятник предводителям Второго народного ополчения фигурирует в стихотворении Николая Некрасова «Петербургское послание» 1859 года: «Достойный град! Там Минин и Пожарский / Торжественно стоят на площади».
Сатирическое произведение в прозе «Руководство для гг. приезжающих в Москву», сочинённое в 1909 году писателем Сашей Чёрным, рассказывает об основных правилах посещения столицы. Одно из таких правил гласит: «Памятник Минину и Пожарскому — против пассажа. Одна из фигур Минин, другая Пожарский. Против памятника — пассаж».
В постмодернистской прозаической поэме «Москва — Петушки» Венедикта Ерофеева также упомянут памятник Минину и Пожарскому. В главе «Петушки. Кремль. Памятник Минину и Пожарскому» главный герой Венечка, убегая от преследователей, оказывается на Красной площади. Он впервые видит Кремль, доходит до его стены, где его настигают и бьют. Сумев вырваться, Венечка бежит вниз по площади и на «два мгновения» останавливается у памятника, чтобы понять, куда ему бежать дальше. Посмотрев на Минина и Пожарского, главный герой принимает решение бежать в ту сторону, в которую устремлён взгляд князя Пожарского.

Изображения памятника Минину и Пожарскому
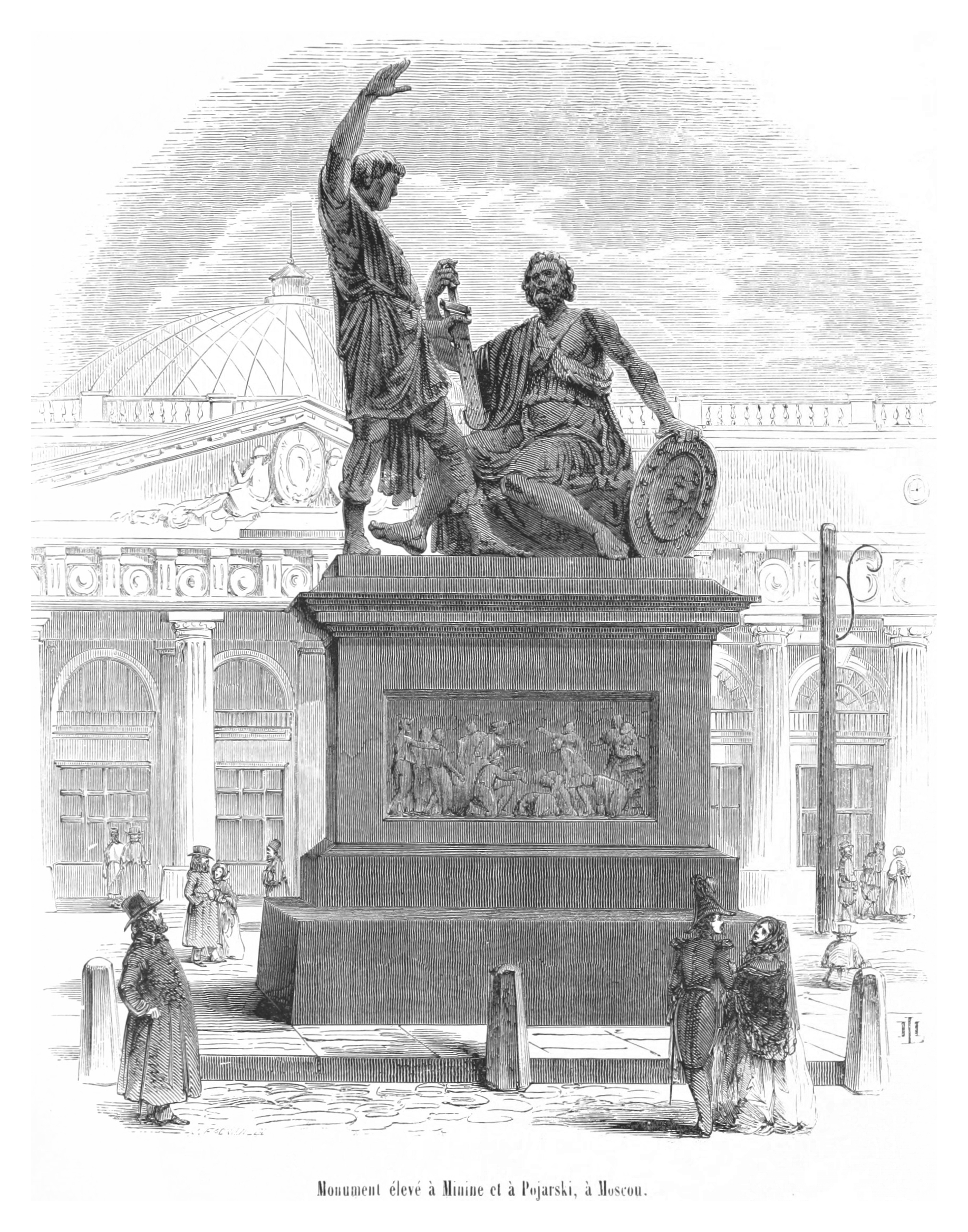
Гравюра памятника из архива Британской библиотеки, 1855 год
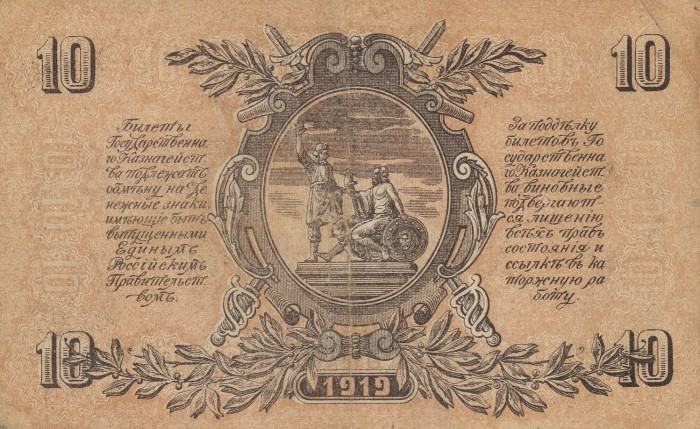
Донской рубль с изображением бронзового памятника Минину и Пожарскому, 1919 год
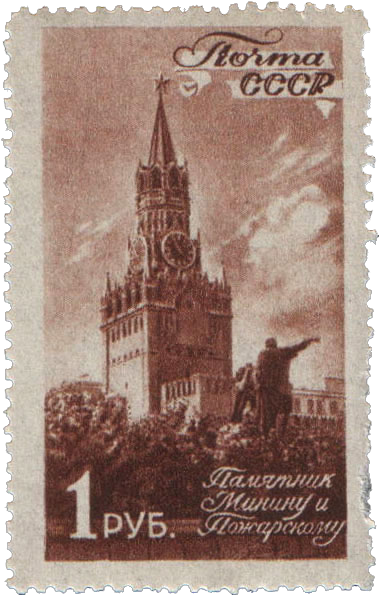
Почтовая марка, 1946 год. Серия «Виды Москвы»: Памятник К. Минину и Д. Пожарскому
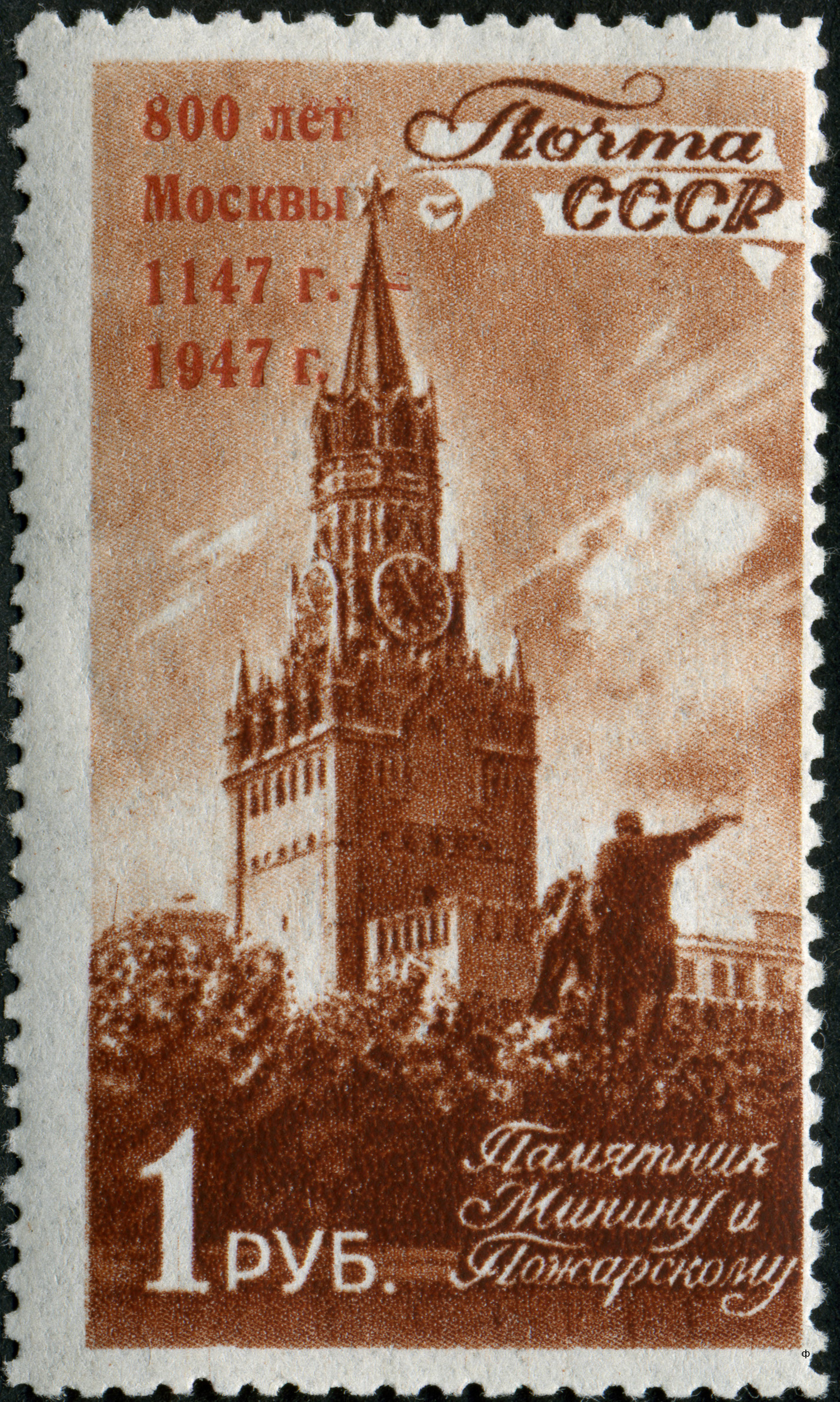
Марка СССР, 1947 г.
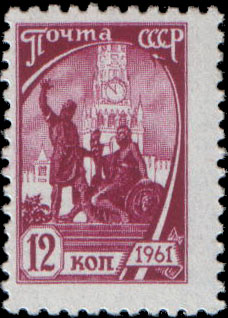
Марка СССР, 1961 г.
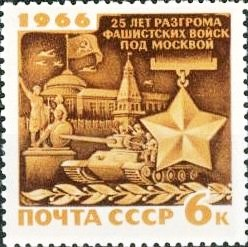
Почтовая марка СССР № 3443. 1966 г.
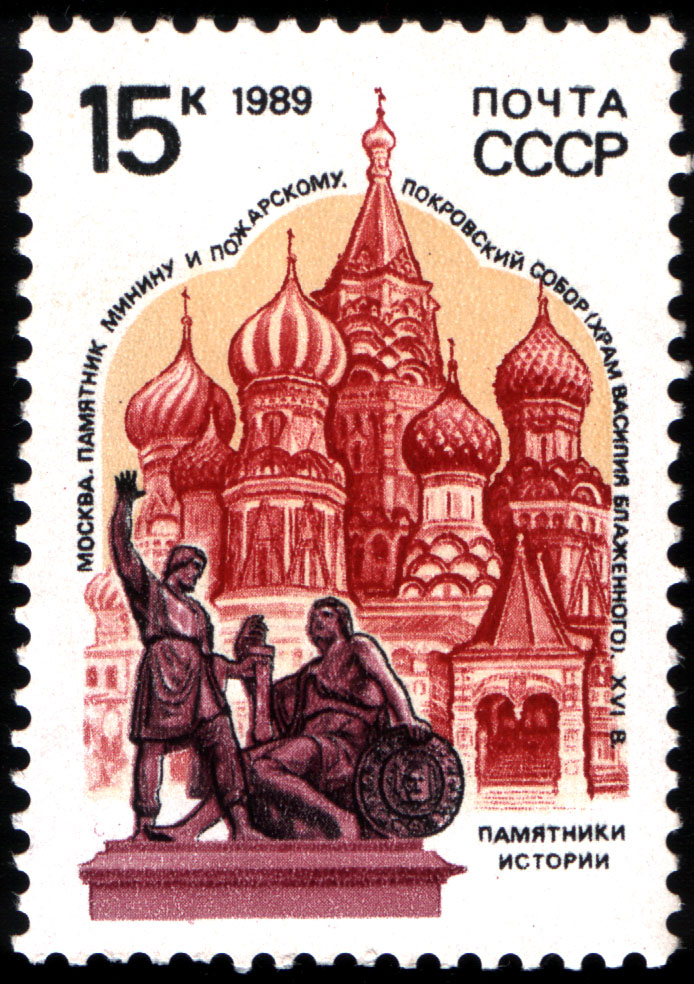
Советская марка 1989 года. Почта СССР, серия «Памятники истории»
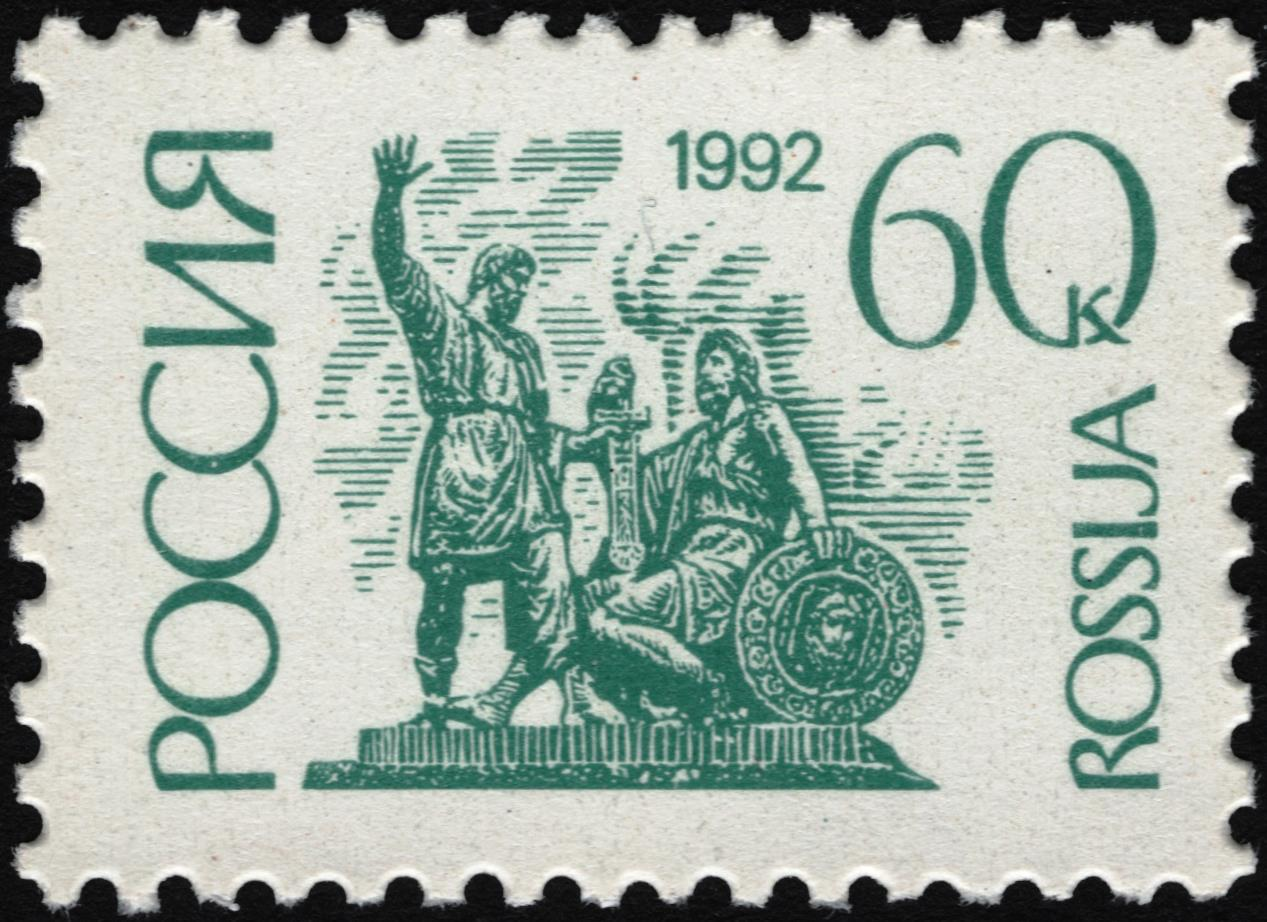
Марка России, 1992 г.
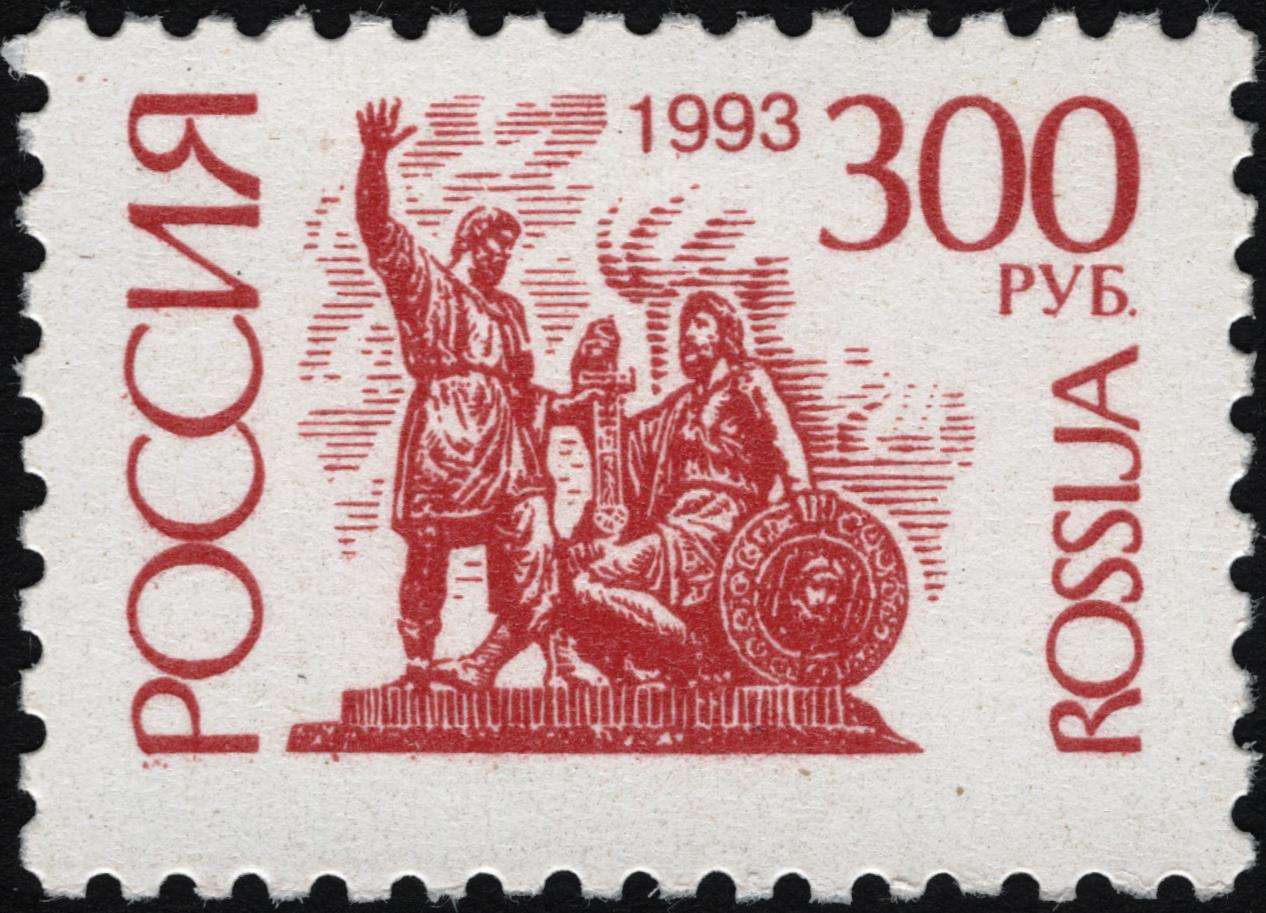
Марка России, 1993 г.
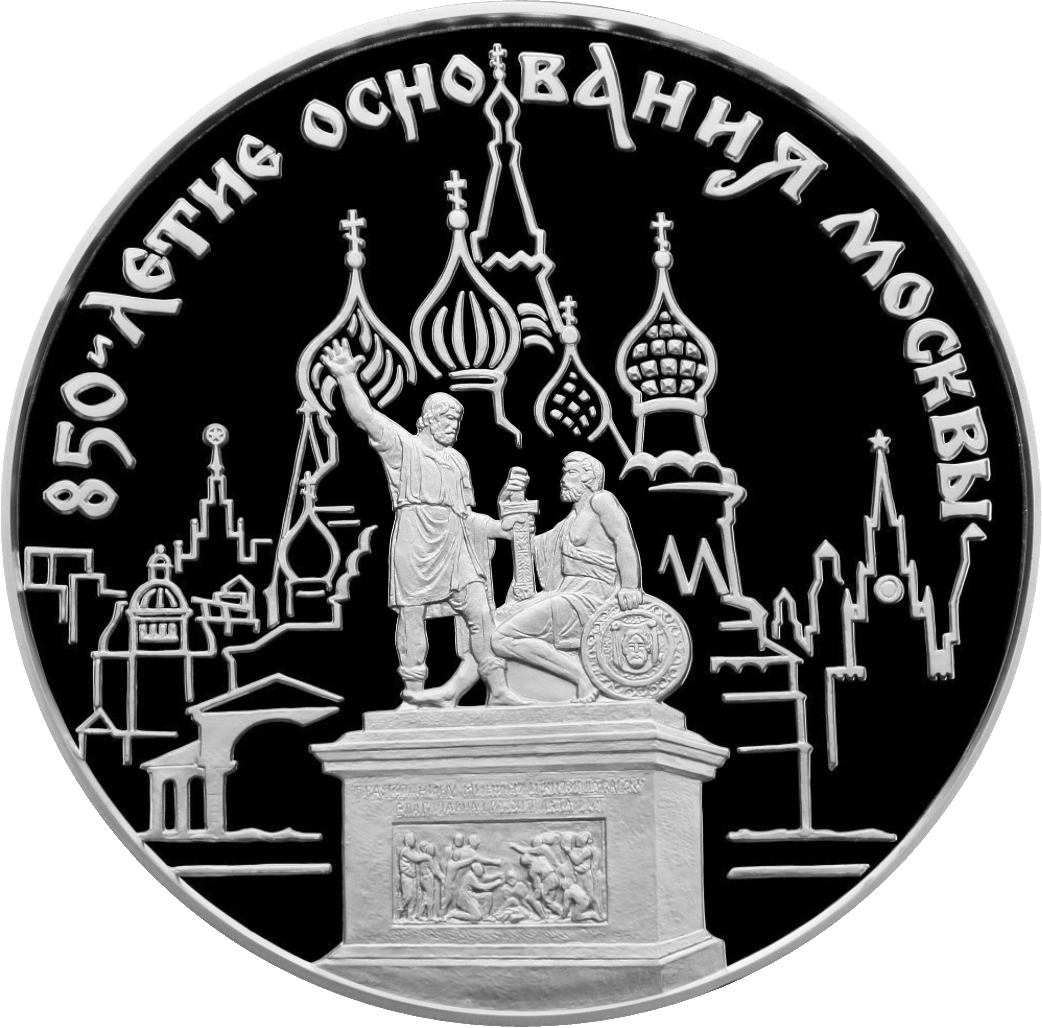
Монета Банка России к 850-летию Москвы, 1997 год
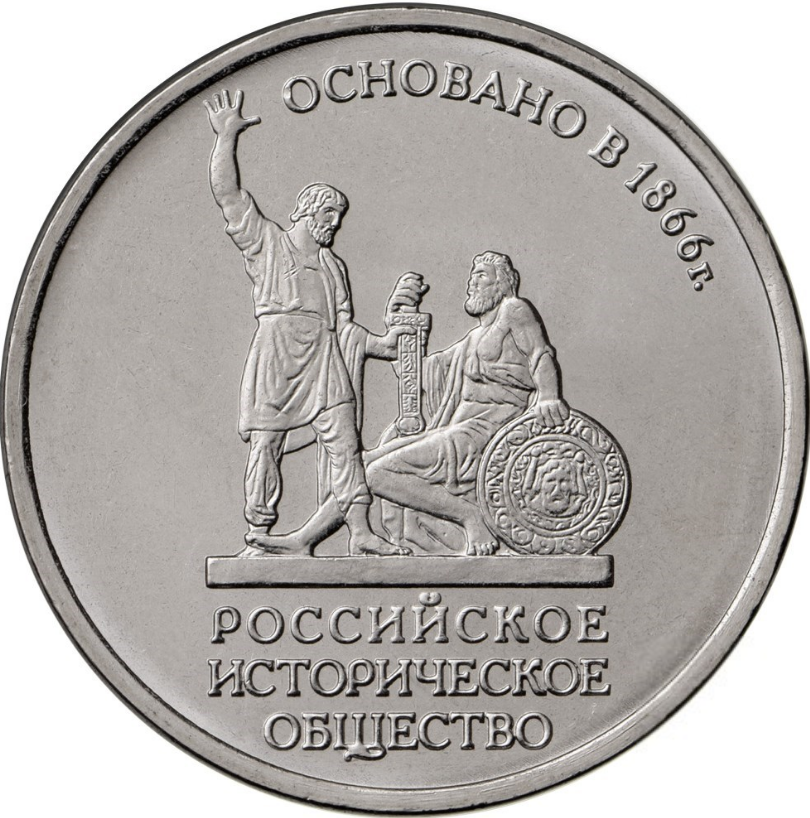
Монета Банка России к 150-летию Русского исторического общества, 2016 год

## Копии и реплики

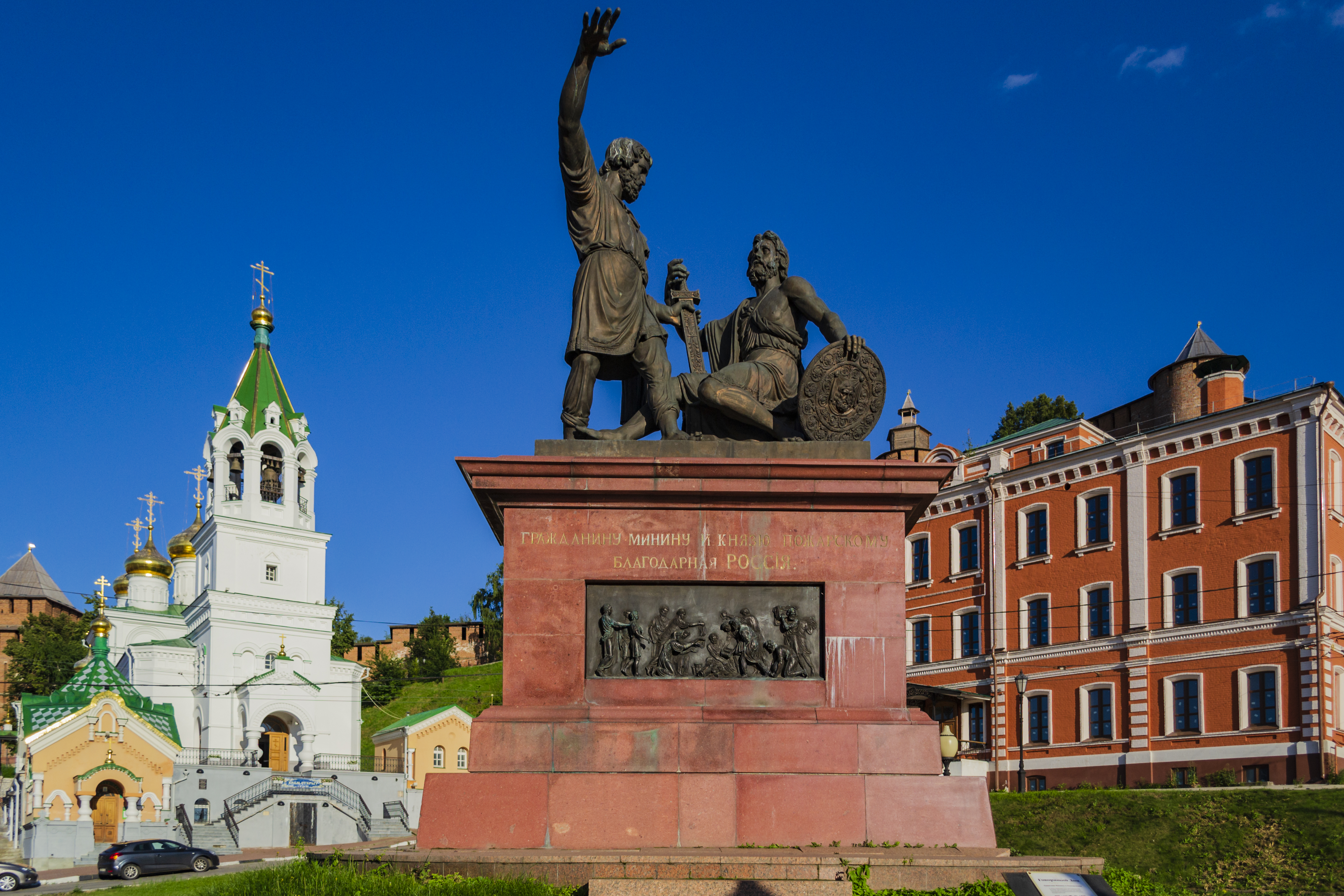
Копия памятника на площади Народного Единства в Нижнем Новгороде

В Нижнем Новгороде 4 ноября 2005 года, в День народного единства, состоялось открытие копии московского памятника Минину и Пожарскому. Работа выполнена скульптором, президентом Российской академии художеств Зурабом Церетели. Скульптурный монумент установлен на площади Народного Единства перед храмом Рождества Иоанна Предтечи, в центре нижегородского Нижнего Посада, у подножия холма, на котором возвышается Кремль. Согласно легенде, именно с паперти Ивановского храма в 1611 году земской староста Кузьма Минин вёл призывную речь о сборе ополчения для освобождения столицы от польско-литовских захватчиков. От московского памятника копия отличается высотой — на пять сантиметров меньше оригинала — и более лёгким весом и надписью, на которой отсутствует год.
Правительство Ярославля также планировало установить монумент Минину и Пожарскому. По заявлению главного архитектора Ярославской области Михаила Николаевича Кудряшова, рассматривались два места установки: пешеходная зона на перекрёстке Революционного бульвара с улицей Андропова и территория Кирилло-Афанасиевского мужского монастыря. В итоге был выбран второй вариант. Впрочем, в отличие от нижегородского памятника, памятник в Ярославле, установленный в 2019 году, не является копией московского.
В собрании Таганрогского художественного музея находится малая модель памятника Минину и Пожарскому, выполненная Иваном Мартосом. В Георгиевском зале Кремлёвского дворца стоят бронзовые каминные часы в виде памятника предводителям ополчения 1612 года.
В 1820 году мастерская Пьера-Филиппа Томира по заказу Николая Демидова изготовила часы в виде памятника Минину и Пожарскому по гравюре с рисунка Ивана Мартоса. Модель имела множество вариантов и была рассчитана на русских заказчиков. Самая знаменитая, выполненная из позолоченной бронзы с циферблатом, вмонтированным в княжеский щит, шла в комплекте с двумя канделябрами. Эти часы находятся в Государственном Эрмитаже Санкт-Петербурга. Подобная модель хранится в государственном музее-заповеднике «Петергоф». Часы когда-то были утрачены, но вернулись в коллекцию музея благодаря его главному хранителю, в настоящее время президенту, Вадиму Валентиновичу Знаменову. Другой экземпляр, произведённый французским бронзовщиком, украшает парадную лестницу Пушкинского Дома (Института русской литературы РАН) в Петербурге. В коллекции московского Всероссийского музея декоративно-прикладного и народного искусства также имеется одна из разновидностей каминных часов «Минин и Пожарский» мастерской Пьера-Филиппа Томира. Фигуры и барельефы сделаны из позолоченной бронзы, пьедестал из красного мрамора. Часы выставлены в обновлённой экспозиции «Декоративное искусство России XVIII — начала XIX веков».
7 сентября 2017 года на территории детского сада «Росинка» в городе Ирмино, на родине Стахановского движения, появилась уменьшенная копия памятника Минину и Пожарскому, подаренная представителями Международного гуманитарного автопробега «Большая Россия».